# Lista de asteroides (450001-451000)
Esta é uma lista parcial de asteroides, do asteroide número 450001 até o 451000, inclusive. Veja também o índice com todas as listas disponíveis.

| Objeto Próximos à Terra | Cinturão de asteroides (interno) | Cinturão de asteroides (externo) | Centauro       |
| Cruzador de Marte       | Cinturão de asteroides (meio)    | Troianos de Júpiter              | Transnetuniano |

Veja mais dados de cada asteroide na ligação externa para o Minor Planet Center na última coluna.
Índice: 450001... 450101... 450201... 450301... 450401... 450501... 450601... 450701... 450801... 450901... 

## 450001–450100
| Designação | Designação | Descoberta  | Descoberta       | Descobridor(es)     | Categoria | Mais informações / Referência |
| Permanente | Provisória | Data        | Local            | Descobridor(es)     | Categoria | Mais informações / Referência |
| ---------- | ---------- | ----------- | ---------------- | ------------------- | --------- | ----------------------------- |
| 450001     | 2015 PA281 | 8 set 1996  | Kitt Peak        | Spacewatch          | —         | MPC                           |
| 450002     | 2015 PT286 | 11 nov 2006 | Kitt Peak        | Spacewatch          | —         | MPC                           |
| 450003     | 2015 PT291 | 3 out 2006  | Mount Lemmon     | Mount Lemmon Survey | —         | MPC                           |
| 450004     | 2015 PJ293 | 9 ago 2004  | Socorro          | LINEAR              | —         | MPC                           |
| 450005     | 2015 PM293 | 24 fev 2006 | Kitt Peak        | Spacewatch          | —         | MPC                           |
| 450006     | 2015 PW293 | 6 jan 2006  | Catalina         | CSS                 | —         | MPC                           |
| 450007     | 2015 PZ293 | 25 jan 2006 | Kitt Peak        | Spacewatch          | —         | MPC                           |
| 450008     | 2015 PK300 | 8 ago 2004  | Socorro          | LINEAR              | —         | MPC                           |
| 450009     | 2015 PQ307 | 14 set 2007 | Mount Lemmon     | Mount Lemmon Survey | Phocaea   | MPC                           |
| 450010     | 2015 PR307 | 29 dez 2008 | Kitt Peak        | Spacewatch          | —         | MPC                           |
| 450011     | 2015 PB308 | 28 out 2011 | Catalina         | CSS                 | —         | MPC                           |
| 450012     | 2015 PH308 | 11 jul 2005 | Kitt Peak        | Spacewatch          | —         | MPC                           |
| 450013     | 2015 PY308 | 13 mar 2008 | Kitt Peak        | Spacewatch          | —         | MPC                           |
| 450014     | 2015 PU309 | 13 set 2004 | Anderson Mesa    | LONEOS              | —         | MPC                           |
| 450015     | 2015 PY309 | 26 out 2005 | Kitt Peak        | Spacewatch          | —         | MPC                           |
| 450016     | 2015 PA310 | 16 fev 2010 | Kitt Peak        | Spacewatch          | —         | MPC                           |
| 450017     | 2015 PF310 | 19 jun 2009 | Kitt Peak        | Spacewatch          | —         | MPC                           |
| 450018     | 2015 PN310 | 12 out 1977 | Palomar          | PLS                 | —         | MPC                           |
| 450019     | 2015 QN    | 29 jan 2010 | WISE             | WISE                | —         | MPC                           |
| 450020     | 2015 QR    | 10 set 2004 | Socorro          | LINEAR              | —         | MPC                           |
| 450021     | 2015 QG2   | 13 jun 2010 | WISE             | WISE                | —         | MPC                           |
| 450022     | 2015 QG3   | 29 out 2005 | Catalina         | CSS                 | —         | MPC                           |
| 450023     | 2015 QY3   | 14 out 2004 | Kitt Peak        | Spacewatch          | —         | MPC                           |
| 450024     | 2015 QF4   | 5 dez 2005  | Kitt Peak        | Spacewatch          | —         | MPC                           |
| 450025     | 2015 QM8   | 27 set 2008 | Mount Lemmon     | Mount Lemmon Survey | —         | MPC                           |
| 450026     | 2015 QL10  | 2 out 1995  | Kitt Peak        | Spacewatch          | —         | MPC                           |
| 450027     | 2015 QS10  | 9 set 2004  | Kitt Peak        | Spacewatch          | —         | MPC                           |
| 450028     | 2015 QT10  | 23 set 2000 | Socorro          | LINEAR              | —         | MPC                           |
| 450029     | 2015 QE11  | 6 ago 2004  | Campo Imperatore | CINEOS              | —         | MPC                           |
| 450030     | 2015 RK    | 9 out 2010  | Mount Lemmon     | Mount Lemmon Survey | Brangane  | MPC                           |
| 450031     | 2015 RN    | 14 out 2007 | Kitt Peak        | Spacewatch          | —         | MPC                           |
| 450032     | 2015 RZ    | 4 out 2004  | Kitt Peak        | Spacewatch          | —         | MPC                           |
| 450033     | 2015 RA1   | 30 dez 2005 | Catalina         | CSS                 | —         | MPC                           |
| 450034     | 2015 RD1   | 21 fev 2007 | Kitt Peak        | Spacewatch          | —         | MPC                           |
| 450035     | 2015 RM1   | 30 out 2011 | Kitt Peak        | Spacewatch          | Phocaea   | MPC                           |
| 450036     | 2015 RN1   | 28 nov 2005 | Kitt Peak        | Spacewatch          | —         | MPC                           |
| 450037     | 2015 RZ2   | 29 dez 2008 | Mount Lemmon     | Mount Lemmon Survey | —         | MPC                           |
| 450038     | 2015 RF3   | 8 mar 2005  | Kitt Peak        | Spacewatch          | Phocaea   | MPC                           |
| 450039     | 2015 RT18  | 19 ago 2006 | Kitt Peak        | Spacewatch          | —         | MPC                           |
| 450040     | 2015 RS19  | 13 out 2010 | Mount Lemmon     | Mount Lemmon Survey | —         | MPC                           |
| 450041     | 2015 RK20  | 11 abr 2007 | Kitt Peak        | Spacewatch          | —         | MPC                           |
| 450042     | 2015 RY22  | 28 set 2011 | Mount Lemmon     | Mount Lemmon Survey | —         | MPC                           |
| 450043     | 2015 RG24  | 26 mar 2008 | Mount Lemmon     | Mount Lemmon Survey | Brangane  | MPC                           |
| 450044     | 2015 RK24  | 1 out 2010  | Catalina         | CSS                 | —         | MPC                           |
| 450045     | 2015 RL24  | 25 set 2007 | Mount Lemmon     | Mount Lemmon Survey | —         | MPC                           |
| 450046     | 2015 RN25  | 1 dez 2005  | Kitt Peak        | Spacewatch          | Brangane  | MPC                           |
| 450047     | 2015 RR25  | 1 ago 2010  | WISE             | WISE                | —         | MPC                           |
| 450048     | 2015 RH26  | 13 set 2004 | Socorro          | LINEAR              | —         | MPC                           |
| 450049     | 2015 RX26  | 1 ago 1997  | Caussols         | ODAS                | —         | MPC                           |
| 450050     | 2015 RB27  | 15 out 1998 | Kitt Peak        | Spacewatch          | Phocaea   | MPC                           |
| 450051     | 2015 RC27  | 13 mai 2005 | Mount Lemmon     | Mount Lemmon Survey | —         | MPC                           |
| 450052     | 2015 RF27  | 6 out 2000  | Anderson Mesa    | LONEOS              | —         | MPC                           |
| 450053     | 2015 RH27  | 16 out 2007 | Catalina         | CSS                 | —         | MPC                           |
| 450054     | 2015 RO27  | 18 set 2006 | Kitt Peak        | Spacewatch          | Phocaea   | MPC                           |
| 450055     | 2015 RC29  | 28 jan 2007 | Kitt Peak        | Spacewatch          | —         | MPC                           |
| 450056     | 2015 RY29  | 25 set 2007 | Mount Lemmon     | Mount Lemmon Survey | —         | MPC                           |
| 450057     | 2015 RA30  | 21 fev 2007 | Mount Lemmon     | Mount Lemmon Survey | —         | MPC                           |
| 450058     | 2015 RQ30  | 15 mar 2004 | Kitt Peak        | Spacewatch          | —         | MPC                           |
| 450059     | 2015 RT30  | 10 mar 2005 | Mount Lemmon     | Mount Lemmon Survey | —         | MPC                           |
| 450060     | 2015 RY40  | 12 abr 2005 | Mount Lemmon     | Mount Lemmon Survey | —         | MPC                           |
| 450061     | 2015 RQ43  | 11 jun 2010 | Mount Lemmon     | Mount Lemmon Survey | —         | MPC                           |
| 450062     | 2015 RX44  | 5 set 2005  | Catalina         | CSS                 | —         | MPC                           |
| 450063     | 2015 RQ45  | 17 mar 2005 | Mount Lemmon     | Mount Lemmon Survey | —         | MPC                           |
| 450064     | 2015 RF46  | 27 jan 2003 | Socorro          | LINEAR              | —         | MPC                           |
| 450065     | 2015 RP46  | 3 abr 2008  | Mount Lemmon     | Mount Lemmon Survey | —         | MPC                           |
| 450066     | 2015 RQ46  | 1 nov 2007  | Mount Lemmon     | Mount Lemmon Survey | —         | MPC                           |
| 450067     | 2015 RC47  | 20 out 2006 | Kitt Peak        | Spacewatch          | —         | MPC                           |
| 450068     | 2015 RK47  | 2 fev 2006  | Kitt Peak        | Spacewatch          | —         | MPC                           |
| 450069     | 2015 RM47  | 18 set 1998 | Kitt Peak        | Spacewatch          | —         | MPC                           |
| 450070     | 2015 RV48  | 7 ago 2008  | Kitt Peak        | Spacewatch          | —         | MPC                           |
| 450071     | 2015 RZ48  | 6 out 2007  | Kitt Peak        | Spacewatch          | —         | MPC                           |
| 450072     | 2015 RT50  | 5 set 2008  | Kitt Peak        | Spacewatch          | —         | MPC                           |
| 450073     | 2015 RY50  | 28 ago 2006 | Kitt Peak        | Spacewatch          | —         | MPC                           |
| 450074     | 2015 RL52  | 14 mar 2007 | Mount Lemmon     | Mount Lemmon Survey | —         | MPC                           |
| 450075     | 2015 RB53  | 8 ago 2004  | Socorro          | LINEAR              | —         | MPC                           |
| 450076     | 2015 RP58  | 4 set 2010  | Mount Lemmon     | Mount Lemmon Survey | —         | MPC                           |
| 450077     | 2015 RL62  | 8 out 2007  | Mount Lemmon     | Mount Lemmon Survey | —         | MPC                           |
| 450078     | 2015 RM73  | 11 set 2007 | Mount Lemmon     | Mount Lemmon Survey | —         | MPC                           |
| 450079     | 2015 RZ73  | 3 mar 2006  | Kitt Peak        | Spacewatch          | —         | MPC                           |
| 450080     | 2015 RX75  | 1 fev 2008  | Kitt Peak        | Spacewatch          | —         | MPC                           |
| 450081     | 2015 RH76  | 11 out 2004 | Kitt Peak        | Spacewatch          | —         | MPC                           |
| 450082     | 2015 RL78  | 23 fev 2007 | Kitt Peak        | Spacewatch          | —         | MPC                           |
| 450083     | 2015 RU81  | 10 out 2004 | Kitt Peak        | Spacewatch          | —         | MPC                           |
| 450084     | 2015 RL84  | 16 set 2006 | Catalina         | CSS                 | —         | MPC                           |
| 450085     | 2015 RT85  | 25 set 2006 | Catalina         | CSS                 | —         | MPC                           |
| 450086     | 2015 RG88  | 21 dez 2006 | Mount Lemmon     | Mount Lemmon Survey | —         | MPC                           |
| 450087     | 2015 RD90  | 20 fev 2002 | Kitt Peak        | Spacewatch          | —         | MPC                           |
| 450088     | 2015 RY90  | 5 nov 2005  | Catalina         | CSS                 | —         | MPC                           |
| 450089     | 2015 RD91  | 21 fev 2007 | Mount Lemmon     | Mount Lemmon Survey | —         | MPC                           |
| 450090     | 2015 RE91  | 9 nov 1999  | Kitt Peak        | Spacewatch          | —         | MPC                           |
| 450091     | 2015 RR91  | 13 abr 2004 | Kitt Peak        | Spacewatch          | —         | MPC                           |
| 450092     | 2015 RB92  | 25 out 2005 | Kitt Peak        | Spacewatch          | —         | MPC                           |
| 450093     | 2015 RS92  | 19 nov 2008 | Mount Lemmon     | Mount Lemmon Survey | —         | MPC                           |
| 450094     | 2015 RU92  | 18 jan 2008 | Kitt Peak        | Spacewatch          | Iannini   | MPC                           |
| 450095     | 2015 RW92  | 27 jan 2007 | Mount Lemmon     | Mount Lemmon Survey | —         | MPC                           |
| 450096     | 2015 RB93  | 19 set 1995 | Kitt Peak        | Spacewatch          | —         | MPC                           |
| 450097     | 2015 RA94  | 28 fev 2008 | Mount Lemmon     | Mount Lemmon Survey | —         | MPC                           |
| 450098     | 2015 RD94  | 4 mar 2008  | Mount Lemmon     | Mount Lemmon Survey | —         | MPC                           |
| 450099     | 2015 RZ94  | 16 nov 2009 | Mount Lemmon     | Mount Lemmon Survey | —         | MPC                           |
| 450100     | 2015 RY95  | 23 out 2011 | Kitt Peak        | Spacewatch          | —         | MPC                           |

## 450101–450200
| Designação | Designação | Descoberta  | Descoberta    | Descobridor(es)     | Categoria | Mais informações / Referência |
| Permanente | Provisória | Data        | Local         | Descobridor(es)     | Categoria | Mais informações / Referência |
| ---------- | ---------- | ----------- | ------------- | ------------------- | --------- | ----------------------------- |
| 450101     | 2015 RN97  | 26 set 2000 | Anderson Mesa | LONEOS              | —         | MPC                           |
| 450102     | 2015 RJ100 | 7 out 2004  | Anderson Mesa | LONEOS              | —         | MPC                           |
| 450103     | 2015 RS101 | 18 set 2006 | Catalina      | CSS                 | —         | MPC                           |
| 450104     | 2015 RZ102 | 29 ago 2006 | Catalina      | CSS                 | —         | MPC                           |
| 450105     | 2015 RA104 | 3 jul 2005  | Mount Lemmon  | Mount Lemmon Survey | —         | MPC                           |
| 450106     | 2015 RP104 | 15 abr 2007 | Kitt Peak     | Spacewatch          | —         | MPC                           |
| 450107     | 2015 RW104 | 28 out 2005 | Kitt Peak     | Spacewatch          | —         | MPC                           |
| 450108     | 2015 RH105 | 28 dez 2005 | Kitt Peak     | Spacewatch          | —         | MPC                           |
| 450109     | 2015 RK105 | 31 ago 2005 | Kitt Peak     | Spacewatch          | —         | MPC                           |
| 450110     | 2015 RO105 | 9 mar 2007  | Kitt Peak     | Spacewatch          | Brangane  | MPC                           |
| 450111     | 2015 RZ105 | 31 jan 2009 | Kitt Peak     | Spacewatch          | —         | MPC                           |
| 450112     | 2015 RG106 | 11 set 2007 | Mount Lemmon  | Mount Lemmon Survey | —         | MPC                           |
| 450113     | 2015 RR106 | 1 out 2005  | Catalina      | CSS                 | —         | MPC                           |
| 450114     | 2015 RL107 | 22 jun 2007 | Kitt Peak     | Spacewatch          | —         | MPC                           |
| 450115     | 2015 RU107 | 4 dez 2008  | Mount Lemmon  | Mount Lemmon Survey | —         | MPC                           |
| 450116     | 2015 RP108 | 26 nov 2011 | Mount Lemmon  | Mount Lemmon Survey | —         | MPC                           |
| 450117     | 2015 RB109 | 8 abr 2002  | Kitt Peak     | Spacewatch          | —         | MPC                           |
| 450118     | 2015 RD110 | 29 ago 2006 | Kitt Peak     | Spacewatch          | —         | MPC                           |
| 450119     | 2015 RS114 | 27 jan 2007 | Kitt Peak     | Spacewatch          | —         | MPC                           |
| 450120     | 2015 RE117 | 16 out 2006 | Catalina      | CSS                 | —         | MPC                           |
| 450121     | 2015 RF121 | 9 out 2008  | Kitt Peak     | Spacewatch          | —         | MPC                           |
| 450122     | 2015 RW124 | 15 set 2010 | Kitt Peak     | Spacewatch          | —         | MPC                           |
| 450123     | 2015 RK131 | 3 set 2008  | Kitt Peak     | Spacewatch          | —         | MPC                           |
| 450124     | 2015 RB139 | 7 jan 2006  | Mount Lemmon  | Mount Lemmon Survey | —         | MPC                           |
| 450125     | 2015 RV198 | 24 jun 2009 | Kitt Peak     | Spacewatch          | —         | MPC                           |
| 450126     | 2015 RJ213 | 11 mai 2010 | Mount Lemmon  | Mount Lemmon Survey | —         | MPC                           |
| 450127     | 2015 RS213 | 1 fev 2001  | Kitt Peak     | Spacewatch          | —         | MPC                           |
| 450128     | 2015 RT243 | 19 set 2003 | Kitt Peak     | Spacewatch          | —         | MPC                           |
| 450129     | 2015 RD245 | 6 dez 2008  | Kitt Peak     | Spacewatch          | —         | MPC                           |
| 450130     | 2015 SP3   | 23 mai 2006 | Siding Spring | SSS                 | —         | MPC                           |
| 450131     | 2015 SE5   | 8 mar 2008  | Kitt Peak     | Spacewatch          | —         | MPC                           |
| 450132     | 2015 SO5   | 10 out 2005 | Catalina      | CSS                 | —         | MPC                           |
| 450133     | 2015 SW5   | 29 ago 2006 | Kitt Peak     | Spacewatch          | —         | MPC                           |
| 450134     | 1994 WH4   | 26 nov 1994 | Kitt Peak     | Spacewatch          | —         | MPC                           |
| 450135     | 1995 SW20  | 19 set 1995 | Kitt Peak     | Spacewatch          | Eos       | MPC                           |
| 450136     | 1995 SZ57  | 22 set 1995 | Kitt Peak     | Spacewatch          | —         | MPC                           |
| 450137     | 1996 AF6   | 12 jan 1996 | Kitt Peak     | Spacewatch          | —         | MPC                           |
| 450138     | 1998 BO26  | 28 jan 1998 | Haleakalā     | NEAT                | —         | MPC                           |
| 450139     | 1998 SR148 | 26 set 1998 | Socorro       | LINEAR              | —         | MPC                           |
| 450140     | 1998 TL27  | 15 out 1998 | Kitt Peak     | Spacewatch          | —         | MPC                           |
| 450141     | 1998 VH43  | 20 out 1998 | Kitt Peak     | Spacewatch          | —         | MPC                           |
| 450142     | 1998 XN2   | 9 dez 1998  | Socorro       | LINEAR              | —         | MPC                           |
| 450143     | 1999 ED5   | 13 mar 1999 | Kitt Peak     | Spacewatch          | —         | MPC                           |
| 450144     | 1999 RJ30  | 8 set 1999  | Socorro       | LINEAR              | —         | MPC                           |
| 450145     | 1999 RU140 | 9 set 1999  | Socorro       | LINEAR              | —         | MPC                           |
| 450146     | 1999 TZ70  | 9 out 1999  | Kitt Peak     | Spacewatch          | —         | MPC                           |
| 450147     | 1999 TT84  | 13 out 1999 | Kitt Peak     | Spacewatch          | —         | MPC                           |
| 450148     | 1999 TJ170 | 10 out 1999 | Socorro       | LINEAR              | —         | MPC                           |
| 450149     | 1999 VZ109 | 9 nov 1999  | Socorro       | LINEAR              | —         | MPC                           |
| 450150     | 1999 VA119 | 18 out 1999 | Kitt Peak     | Spacewatch          | —         | MPC                           |
| 450151     | 1999 VK129 | 11 out 1999 | Socorro       | LINEAR              | —         | MPC                           |
| 450152     | 1999 VA147 | 12 nov 1999 | Socorro       | LINEAR              | —         | MPC                           |
| 450153     | 2000 AL48  | 6 jan 2000  | Prescott      | P. G. Comba         | —         | MPC                           |
| 450154     | 2000 AM49  | 5 jan 2000  | Socorro       | LINEAR              | —         | MPC                           |
| 450155     | 2000 AK126 | 5 jan 2000  | Socorro       | LINEAR              | —         | MPC                           |
| 450156     | 2000 AT210 | 18 dez 1999 | Kitt Peak     | Spacewatch          | —         | MPC                           |
| 450157     | 2000 DE65  | 29 fev 2000 | Socorro       | LINEAR              | —         | MPC                           |
| 450158     | 2000 DW98  | 29 fev 2000 | Socorro       | LINEAR              | —         | MPC                           |
| 450159     | 2000 JJ5   | 3 mai 2000  | Socorro       | LINEAR              | —         | MPC                           |
| 450160     | 2000 RM12  | 1 set 2000  | Socorro       | LINEAR              | —         | MPC                           |
| 450161     | 2000 YE29  | 22 dez 2000 | Anderson Mesa | LONEOS              | —         | MPC                           |
| 450162     | 2001 KJ33  | 24 mai 2001 | Socorro       | LINEAR              | —         | MPC                           |
| 450163     | 2001 ML31  | 28 jun 2001 | Anderson Mesa | LONEOS              | —         | MPC                           |
| 450164     | 2001 OP2   | 17 jul 2001 | Anderson Mesa | LONEOS              | —         | MPC                           |
| 450165     | 2001 QL189 | 22 ago 2001 | Socorro       | LINEAR              | —         | MPC                           |
| 450166     | 2001 RP122 | 12 set 2001 | Socorro       | LINEAR              | —         | MPC                           |
| 450167     | 2001 RW149 | 11 set 2001 | Anderson Mesa | LONEOS              | —         | MPC                           |
| 450168     | 2001 SS140 | 16 set 2001 | Socorro       | LINEAR              | —         | MPC                           |
| 450169     | 2001 SB198 | 19 set 2001 | Socorro       | LINEAR              | —         | MPC                           |
| 450170     | 2001 SV201 | 19 set 2001 | Socorro       | LINEAR              | —         | MPC                           |
| 450171     | 2001 SW317 | 19 set 2001 | Socorro       | LINEAR              | Ino       | MPC                           |
| 450172     | 2001 SV332 | 19 set 2001 | Socorro       | LINEAR              | —         | MPC                           |
| 450173     | 2001 TZ9   | 13 out 2001 | Socorro       | LINEAR              | —         | MPC                           |
| 450174     | 2001 TD19  | 15 out 2001 | Nashville     | R. Clingan          | —         | MPC                           |
| 450175     | 2001 TZ96  | 14 out 2001 | Socorro       | LINEAR              | —         | MPC                           |
| 450176     | 2001 TV99  | 14 out 2001 | Socorro       | LINEAR              | —         | MPC                           |
| 450177     | 2001 TQ161 | 11 out 2001 | Palomar       | NEAT                | —         | MPC                           |
| 450178     | 2001 TV251 | 14 out 2001 | Apache Point  | SDSS                | —         | MPC                           |
| 450179     | 2001 TW259 | 10 out 2001 | Palomar       | NEAT                | —         | MPC                           |
| 450180     | 2001 TR260 | 14 out 2001 | Apache Point  | SDSS                | —         | MPC                           |
| 450181     | 2001 VH63  | 10 nov 2001 | Socorro       | LINEAR              | —         | MPC                           |
| 450182     | 2001 VY73  | 11 nov 2001 | Socorro       | LINEAR              | —         | MPC                           |
| 450183     | 2001 VX83  | 11 nov 2001 | Socorro       | LINEAR              | —         | MPC                           |
| 450184     | 2001 VY88  | 11 nov 2001 | Socorro       | LINEAR              | —         | MPC                           |
| 450185     | 2001 WJ2   | 19 nov 2001 | Socorro       | LINEAR              | —         | MPC                           |
| 450186     | 2001 WA21  | 17 out 2001 | Kitt Peak     | Spacewatch          | —         | MPC                           |
| 450187     | 2001 WC56  | 19 nov 2001 | Socorro       | LINEAR              | —         | MPC                           |
| 450188     | 2001 XB33  | 10 dez 2001 | Kitt Peak     | Spacewatch          | —         | MPC                           |
| 450189     | 2001 XY72  | 19 nov 2001 | Anderson Mesa | LONEOS              | Chloris   | MPC                           |
| 450190     | 2001 XJ104 | 15 dez 2001 | Socorro       | LINEAR              | —         | MPC                           |
| 450191     | 2001 XA223 | 15 dez 2001 | Socorro       | LINEAR              | —         | MPC                           |
| 450192     | 2001 XQ228 | 15 dez 2001 | Socorro       | LINEAR              | —         | MPC                           |
| 450193     | 2001 XD229 | 15 dez 2001 | Socorro       | LINEAR              | —         | MPC                           |
| 450194     | 2002 CN38  | 7 fev 2002  | Socorro       | LINEAR              | —         | MPC                           |
| 450195     | 2002 CZ195 | 10 fev 2002 | Socorro       | LINEAR              | —         | MPC                           |
| 450196     | 2002 CZ288 | 10 fev 2002 | Socorro       | LINEAR              | —         | MPC                           |
| 450197     | 2002 EG24  | 5 mar 2002  | Kitt Peak     | Spacewatch          | —         | MPC                           |
| 450198     | 2002 EW119 | 10 mar 2002 | Kitt Peak     | Spacewatch          | —         | MPC                           |
| 450199     | 2002 GN120 | 12 abr 2002 | Socorro       | LINEAR              | —         | MPC                           |
| 450200     | 2002 GW189 | 5 abr 2002  | Palomar       | NEAT                | —         | MPC                           |

## 450201–450300
| Designação | Designação | Descoberta  | Descoberta       | Descobridor(es)        | Categoria | Mais informações / Referência |
| Permanente | Provisória | Data        | Local            | Descobridor(es)        | Categoria | Mais informações / Referência |
| ---------- | ---------- | ----------- | ---------------- | ---------------------- | --------- | ----------------------------- |
| 450201     | 2002 JC116 | 10 mai 2002 | Palomar          | NEAT                   | —         | MPC                           |
| 450202     | 2002 JH128 | 10 abr 2002 | Socorro          | LINEAR                 | —         | MPC                           |
| 450203     | 2002 NA31  | 15 jul 2002 | Socorro          | LINEAR                 | —         | MPC                           |
| 450204     | 2002 ND36  | 9 jul 2002  | Socorro          | LINEAR                 | —         | MPC                           |
| 450205     | 2002 OP2   | 17 jul 2002 | Socorro          | LINEAR                 | —         | MPC                           |
| 450206     | 2002 ON15  | 18 jul 2002 | Socorro          | LINEAR                 | —         | MPC                           |
| 450207     | 2002 OC30  | 20 jul 2002 | Palomar          | NEAT                   | Phocaea   | MPC                           |
| 450208     | 2002 PS31  | 6 ago 2002  | Palomar          | NEAT                   | —         | MPC                           |
| 450209     | 2002 PZ34  | 5 ago 2002  | Campo Imperatore | CINEOS                 | —         | MPC                           |
| 450210     | 2002 PR175 | 14 set 1998 | Kitt Peak        | Spacewatch             | —         | MPC                           |
| 450211     | 2002 PW180 | 15 ago 2002 | Palomar          | NEAT                   | —         | MPC                           |
| 450212     | 2002 QE71  | 18 ago 2002 | Palomar          | NEAT                   | —         | MPC                           |
| 450213     | 2002 QB83  | 16 ago 2002 | Palomar          | NEAT                   | —         | MPC                           |
| 450214     | 2002 RQ109 | 6 set 2002  | Socorro          | LINEAR                 | —         | MPC                           |
| 450215     | 2002 RY136 | 12 set 2002 | Palomar          | NEAT                   | —         | MPC                           |
| 450216     | 2002 RG182 | 11 set 2002 | Palomar          | NEAT                   | —         | MPC                           |
| 450217     | 2002 RE268 | 1 set 2002  | Palomar          | NEAT                   | —         | MPC                           |
| 450218     | 2002 SW1   | 26 set 2002 | Palomar          | NEAT                   | —         | MPC                           |
| 450219     | 2002 SV34  | 29 set 2002 | Haleakala        | NEAT                   | —         | MPC                           |
| 450220     | 2002 TC2   | 1 out 2002  | Anderson Mesa    | LONEOS                 | —         | MPC                           |
| 450221     | 2002 TP4   | 1 out 2002  | Socorro          | LINEAR                 | —         | MPC                           |
| 450222     | 2002 TF60  | 3 out 2002  | Palomar          | NEAT                   | —         | MPC                           |
| 450223     | 2002 TG154 | 5 out 2002  | Socorro          | LINEAR                 | —         | MPC                           |
| 450224     | 2002 TW189 | 5 out 2002  | Socorro          | LINEAR                 | —         | MPC                           |
| 450225     | 2002 TR199 | 5 out 2002  | Socorro          | LINEAR                 | Phocaea   | MPC                           |
| 450226     | 2002 TA220 | 5 out 2002  | Socorro          | LINEAR                 | —         | MPC                           |
| 450227     | 2002 TS303 | 4 out 2002  | Apache Point     | SDSS                   | —         | MPC                           |
| 450228     | 2002 TD332 | 5 out 2002  | Apache Point     | SDSS                   | —         | MPC                           |
| 450229     | 2002 TX367 | 10 out 2002 | Apache Point     | SDSS                   | —         | MPC                           |
| 450230     | 2002 TQ368 | 10 out 2002 | Apache Point     | SDSS                   | —         | MPC                           |
| 450231     | 2002 TQ376 | 6 out 2002  | Socorro          | LINEAR                 | Iannini   | MPC                           |
| 450232     | 2002 UJ46  | 31 out 2002 | Kitt Peak        | Spacewatch             | —         | MPC                           |
| 450233     | 2002 UH79  | 30 out 2002 | Haleakala        | NEAT                   | —         | MPC                           |
| 450234     | 2002 VN117 | 14 nov 2002 | Nogales          | Tenagra II Obs.        | —         | MPC                           |
| 450235     | 2002 VW140 | 12 nov 2002 | Palomar          | NEAT                   | —         | MPC                           |
| 450236     | 2002 WO24  | 16 nov 2002 | Palomar          | NEAT                   | —         | MPC                           |
| 450237     | 2002 XY38  | 7 dez 2002  | Palomar          | NEAT                   | —         | MPC                           |
| 450238     | 2002 XN40  | 11 dez 2002 | Socorro          | LINEAR                 | —         | MPC                           |
| 450239     | 2002 XA119 | 10 dez 2002 | Palomar          | NEAT                   | —         | MPC                           |
| 450240     | 2003 AO53  | 27 dez 2002 | Anderson Mesa    | LONEOS                 | —         | MPC                           |
| 450241     | 2003 AQ85  | 11 jan 2003 | Palomar          | NEAT                   | —         | MPC                           |
| 450242     | 2003 DG    | 19 fev 2003 | Haleakala        | NEAT                   | —         | MPC                           |
| 450243     | 2003 EF46  | 7 mar 2003  | Anderson Mesa    | LONEOS                 | —         | MPC                           |
| 450244     | 2003 FA68  | 26 mar 2003 | Kitt Peak        | Spacewatch             | —         | MPC                           |
| 450245     | 2003 GX21  | 7 abr 2003  | Kitt Peak        | Spacewatch             | —         | MPC                           |
| 450246     | 2003 HP46  | 28 abr 2003 | Socorro          | LINEAR                 | —         | MPC                           |
| 450247     | 2003 SY112 | 16 set 2003 | Kitt Peak        | Spacewatch             | —         | MPC                           |
| 450248     | 2003 SF338 | 26 set 2003 | Apache Point     | SDSS                   | —         | MPC                           |
| 450249     | 2003 SQ360 | 21 set 2003 | Kitt Peak        | Spacewatch             | Brangane  | MPC                           |
| 450250     | 2003 SL379 | 26 set 2003 | Apache Point     | SDSS                   | —         | MPC                           |
| 450251     | 2003 TO3   | 4 out 2003  | Goodricke-Pigott | V. Reddy               | —         | MPC                           |
| 450252     | 2003 UC310 | 20 out 2003 | Kitt Peak        | Spacewatch             | —         | MPC                           |
| 450253     | 2003 UO335 | 18 out 2003 | Apache Point     | SDSS                   | —         | MPC                           |
| 450254     | 2003 UU348 | 19 out 2003 | Apache Point     | SDSS                   | —         | MPC                           |
| 450255     | 2003 UX370 | 22 out 2003 | Apache Point     | SDSS                   | —         | MPC                           |
| 450256     | 2003 UO373 | 22 out 2003 | Apache Point     | SDSS                   | —         | MPC                           |
| 450257     | 2003 WA    | 16 nov 2003 | Kitt Peak        | Spacewatch             | —         | MPC                           |
| 450258     | 2003 WD5   | 16 nov 2003 | Kitt Peak        | Spacewatch             | —         | MPC                           |
| 450259     | 2003 WQ7   | 19 nov 2003 | Socorro          | LINEAR                 | —         | MPC                           |
| 450260     | 2003 WC21  | 19 nov 2003 | Socorro          | LINEAR                 | —         | MPC                           |
| 450261     | 2003 WP39  | 19 nov 2003 | Kitt Peak        | Spacewatch             | —         | MPC                           |
| 450262     | 2003 WF140 | 21 nov 2003 | Socorro          | LINEAR                 | Phocaea   | MPC                           |
| 450263     | 2003 WD158 | 30 nov 2003 | Socorro          | LINEAR                 | —         | MPC                           |
| 450264     | 2003 WM167 | 19 nov 2003 | Palomar          | NEAT                   | —         | MPC                           |
| 450265     | 2003 WU172 | 21 nov 2003 | Kitt Peak        | Spacewatch             | —         | MPC                           |
| 450266     | 2003 YJ14  | 17 dez 2003 | Socorro          | LINEAR                 | —         | MPC                           |
| 450267     | 2003 YF83  | 18 dez 2003 | Socorro          | LINEAR                 | —         | MPC                           |
| 450268     | 2003 YX114 | 19 dez 2003 | Kitt Peak        | Spacewatch             | —         | MPC                           |
| 450269     | 2003 YV130 | 28 dez 2003 | Socorro          | LINEAR                 | —         | MPC                           |
| 450270     | 2004 AE    | 4 jan 2004  | Socorro          | LINEAR                 | —         | MPC                           |
| 450271     | 2004 BA12  | 30 dez 2003 | Kitt Peak        | Spacewatch             | —         | MPC                           |
| 450272     | 2004 BG15  | 16 jan 2004 | Kitt Peak        | Spacewatch             | —         | MPC                           |
| 450273     | 2004 BL68  | 19 jan 2004 | Haleakala        | NEAT                   | —         | MPC                           |
| 450274     | 2004 BQ102 | 30 jan 2004 | Socorro          | LINEAR                 | —         | MPC                           |
| 450275     | 2004 BR137 | 19 jan 2004 | Kitt Peak        | Spacewatch             | —         | MPC                           |
| 450276     | 2004 BL146 | 22 jan 2004 | Socorro          | LINEAR                 | —         | MPC                           |
| 450277     | 2004 CY103 | 13 fev 2004 | Palomar          | NEAT                   | Iannini   | MPC                           |
| 450278     | 2004 CY112 | 13 fev 2004 | Anderson Mesa    | LONEOS                 | —         | MPC                           |
| 450279     | 2004 DR13  | 16 fev 2004 | Kitt Peak        | Spacewatch             | —         | MPC                           |
| 450280     | 2004 DW29  | 17 fev 2004 | Socorro          | LINEAR                 | —         | MPC                           |
| 450281     | 2004 ER35  | 13 mar 2004 | Palomar          | NEAT                   | —         | MPC                           |
| 450282     | 2004 EM47  | 15 mar 2004 | Catalina         | CSS                    | —         | MPC                           |
| 450283     | 2004 EM64  | 26 fev 2004 | Socorro          | LINEAR                 | —         | MPC                           |
| 450284     | 2004 FF30  | 19 mar 2004 | Catalina         | CSS                    | —         | MPC                           |
| 450285     | 2004 FG57  | 17 mar 2004 | Kitt Peak        | Spacewatch             | —         | MPC                           |
| 450286     | 2004 HQ5   | 9 abr 2004  | Siding Spring    | SSS                    | —         | MPC                           |
| 450287     | 2004 HB46  | 21 abr 2004 | Siding Spring    | SSS                    | —         | MPC                           |
| 450288     | 2004 HR78  | 22 abr 2004 | Kitt Peak        | Spacewatch             | —         | MPC                           |
| 450289     | 2004 JV13  | 9 mai 2004  | Kitt Peak        | Spacewatch             | —         | MPC                           |
| 450290     | 2004 JR20  | 14 mai 2004 | Socorro          | LINEAR                 | —         | MPC                           |
| 450291     | 2004 JT20  | 15 mai 2004 | Socorro          | LINEAR                 | —         | MPC                           |
| 450292     | 2004 KU    | 17 mai 2004 | Socorro          | LINEAR                 | —         | MPC                           |
| 450293     | 2004 LV3   | 12 jun 2004 | Socorro          | LINEAR                 | —         | MPC                           |
| 450294     | 2004 LW24  | 14 jun 2004 | Kitt Peak        | Spacewatch             | —         | MPC                           |
| 450295     | 2004 MB    | 16 jun 2004 | Kitt Peak        | Spacewatch             | —         | MPC                           |
| 450296     | 2004 PE40  | 9 ago 2004  | Socorro          | LINEAR                 | —         | MPC                           |
| 450297     | 2004 PN42  | 8 ago 2004  | Piszkéstető      | K. Sárneczky, G. Szabó | —         | MPC                           |
| 450298     | 2004 PG55  | 8 ago 2004  | Palomar          | NEAT                   | —         | MPC                           |
| 450299     | 2004 PN110 | 12 ago 2004 | Socorro          | LINEAR                 | —         | MPC                           |
| 450300     | 2004 QD14  | 24 ago 2004 | Siding Spring    | SSS                    | —         | MPC                           |

## 450301–450400
| Designação          | Designação | Descoberta  | Descoberta    | Descobridor(es)     | Categoria | Mais informações / Referência |
| Permanente          | Provisória | Data        | Local         | Descobridor(es)     | Categoria | Mais informações / Referência |
| ------------------- | ---------- | ----------- | ------------- | ------------------- | --------- | ----------------------------- |
| 450301              | 2004 QZ17  | 19 ago 2004 | Socorro       | LINEAR              | —         | MPC                           |
| 450302              | 2004 QF24  | 27 ago 2004 | Socorro       | LINEAR              | —         | MPC                           |
| 450303              | 2004 RA3   | 6 set 2004  | Socorro       | LINEAR              | —         | MPC                           |
| 450304              | 2004 RA60  | 8 set 2004  | Socorro       | LINEAR              | —         | MPC                           |
| 450305              | 2004 RK135 | 7 set 2004  | Kitt Peak     | Spacewatch          | —         | MPC                           |
| 450306              | 2004 RS141 | 8 set 2004  | Socorro       | LINEAR              | —         | MPC                           |
| 450307              | 2004 RX157 | 10 set 2004 | Socorro       | LINEAR              | —         | MPC                           |
| 450308              | 2004 RG160 | 10 set 2004 | Socorro       | LINEAR              | —         | MPC                           |
| 450309              | 2004 RF165 | 7 set 2004  | Palomar       | NEAT                | —         | MPC                           |
| 450310              | 2004 RP175 | 10 set 2004 | Socorro       | LINEAR              | —         | MPC                           |
| 450311              | 2004 RW189 | 10 set 2004 | Socorro       | LINEAR              | —         | MPC                           |
| 450312              | 2004 RJ209 | 11 set 2004 | Socorro       | LINEAR              | —         | MPC                           |
| 450313              | 2004 RG248 | 12 set 2004 | Socorro       | LINEAR              | —         | MPC                           |
| 450314              | 2004 RE250 | 10 set 2004 | Socorro       | LINEAR              | —         | MPC                           |
| 450315              | 2004 RM252 | 15 set 2004 | Socorro       | LINEAR              | —         | MPC                           |
| 450316              | 2004 RN253 | 6 set 2004  | Palomar       | NEAT                | —         | MPC                           |
| 450317              | 2004 RH334 | 15 set 2004 | Anderson Mesa | LONEOS              | —         | MPC                           |
| 450318              | 2004 ST1   | 16 set 2004 | Kitt Peak     | Spacewatch          | —         | MPC                           |
| 450319              | 2004 SG18  | 17 set 2004 | Anderson Mesa | LONEOS              | —         | MPC                           |
| 450320              | 2004 SN19  | 9 set 2004  | Kitt Peak     | Spacewatch          | —         | MPC                           |
| 450321              | 2004 SR28  | 9 set 2004  | Socorro       | LINEAR              | —         | MPC                           |
| 450322              | 2004 SB51  | 22 set 2004 | Kitt Peak     | Spacewatch          | —         | MPC                           |
| 450323              | 2004 TJ2   | 13 set 2004 | Anderson Mesa | LONEOS              | —         | MPC                           |
| 450324              | 2004 TK26  | 4 out 2004  | Kitt Peak     | Spacewatch          | —         | MPC                           |
| 450325              | 2004 TK28  | 4 out 2004  | Kitt Peak     | Spacewatch          | —         | MPC                           |
| 450326              | 2004 TW34  | 17 set 2004 | Socorro       | LINEAR              | —         | MPC                           |
| 450327              | 2004 TQ45  | 4 out 2004  | Kitt Peak     | Spacewatch          | —         | MPC                           |
| 450328              | 2004 TS49  | 4 out 2004  | Kitt Peak     | Spacewatch          | —         | MPC                           |
| 450329              | 2004 TL56  | 5 out 2004  | Kitt Peak     | Spacewatch          | —         | MPC                           |
| 450330              | 2004 TA72  | 6 out 2004  | Kitt Peak     | Spacewatch          | —         | MPC                           |
| 450331              | 2004 TE92  | 7 set 2004  | Kitt Peak     | Spacewatch          | —         | MPC                           |
| 450332              | 2004 TA94  | 5 out 2004  | Kitt Peak     | Spacewatch          | —         | MPC                           |
| 450333              | 2004 TL107 | 7 out 2004  | Kitt Peak     | Spacewatch          | —         | MPC                           |
| 450334              | 2004 TM107 | 7 out 2004  | Kitt Peak     | Spacewatch          | —         | MPC                           |
| 450335              | 2004 TY142 | 4 out 2004  | Kitt Peak     | Spacewatch          | —         | MPC                           |
| 450336              | 2004 TW151 | 6 out 2004  | Kitt Peak     | Spacewatch          | —         | MPC                           |
| 450337              | 2004 TX155 | 6 out 2004  | Kitt Peak     | Spacewatch          | Mitidika  | MPC                           |
| 450338              | 2004 TO165 | 7 out 2004  | Kitt Peak     | Spacewatch          | —         | MPC                           |
| 450339              | 2004 TO176 | 22 set 2004 | Socorro       | LINEAR              | —         | MPC                           |
| 450340              | 2004 TA191 | 7 out 2004  | Kitt Peak     | Spacewatch          | Mitidika  | MPC                           |
| 450341              | 2004 TB202 | 7 out 2004  | Kitt Peak     | Spacewatch          | Ursula    | MPC                           |
| 450342              | 2004 TV207 | 7 out 2004  | Kitt Peak     | Spacewatch          | —         | MPC                           |
| 450343              | 2004 TV225 | 8 out 2004  | Kitt Peak     | Spacewatch          | —         | MPC                           |
| 450344              | 2004 TN273 | 9 out 2004  | Kitt Peak     | Spacewatch          | —         | MPC                           |
| 450345              | 2004 TO276 | 9 out 2004  | Kitt Peak     | Spacewatch          | —         | MPC                           |
| 450346              | 2004 TD307 | 10 out 2004 | Socorro       | LINEAR              | —         | MPC                           |
| 450347              | 2004 TK323 | 11 out 2004 | Kitt Peak     | Spacewatch          | —         | MPC                           |
| 450348              | 2004 TA326 | 14 out 2004 | Palomar       | NEAT                | —         | MPC                           |
| 450349              | 2004 VG4   | 3 nov 2004  | Kitt Peak     | Spacewatch          | —         | MPC                           |
| 450350              | 2004 VT5   | 3 nov 2004  | Kitt Peak     | Spacewatch          | —         | MPC                           |
| 450351              | 2004 VQ11  | 3 nov 2004  | Palomar       | NEAT                | —         | MPC                           |
| 450352              | 2004 VM37  | 4 nov 2004  | Kitt Peak     | Spacewatch          | —         | MPC                           |
| 450353              | 2004 VU38  | 7 out 2004  | Kitt Peak     | Spacewatch          | —         | MPC                           |
| 450354              | 2004 VN41  | 23 out 2004 | Kitt Peak     | Spacewatch          | —         | MPC                           |
| 450355              | 2004 VU41  | 10 out 2004 | Kitt Peak     | Spacewatch          | Mitidika  | MPC                           |
| 450356              | 2004 VB80  | 3 nov 2004  | Anderson Mesa | LONEOS              | —         | MPC                           |
| 450357              | 2004 WV12  | 19 nov 2004 | Catalina      | CSS                 | —         | MPC                           |
| 450358              | 2004 XM25  | 9 dez 2004  | Catalina      | CSS                 | —         | MPC                           |
| 450359              | 2004 XN71  | 12 dez 2004 | Socorro       | LINEAR              | —         | MPC                           |
| 450360              | 2004 XE90  | 11 dez 2004 | Kitt Peak     | Spacewatch          | —         | MPC                           |
| 450361              | 2004 XV101 | 9 dez 2004  | Catalina      | CSS                 | —         | MPC                           |
| 450362              | 2004 XP124 | 10 dez 2004 | Socorro       | LINEAR              | —         | MPC                           |
| 450363              | 2004 YL15  | 18 dez 2004 | Mount Lemmon  | Mount Lemmon Survey | —         | MPC                           |
| 450364              | 2005 AP24  | 7 jan 2005  | Catalina      | CSS                 | —         | MPC                           |
| 450365              | 2005 AV39  | 13 dez 2004 | Kitt Peak     | Spacewatch          | —         | MPC                           |
| 450366              | 2005 AG43  | 15 jan 2005 | Socorro       | LINEAR              | —         | MPC                           |
| 450367              | 2005 CX5   | 1 fev 2005  | Kitt Peak     | Spacewatch          | —         | MPC                           |
| 450368              | 2005 CK62  | 9 fev 2005  | Anderson Mesa | LONEOS              | —         | MPC                           |
| 450369              | 2005 EA116 | 4 mar 2005  | Mount Lemmon  | Mount Lemmon Survey | —         | MPC                           |
| 450370              | 2005 EG137 | 9 mar 2005  | Mount Lemmon  | Mount Lemmon Survey | —         | MPC                           |
| 450371              | 2005 EF286 | 2 mar 2005  | Socorro       | LINEAR              | —         | MPC                           |
| 450372              | 2005 GD37  | 2 abr 2005  | Catalina      | CSS                 | —         | MPC                           |
| 450373              | 2005 GL60  | 4 abr 2005  | Catalina      | CSS                 | —         | MPC                           |
| 450374              | 2005 GB107 | 8 mar 2005  | Mount Lemmon  | Mount Lemmon Survey | —         | MPC                           |
| 450375              | 2005 GU131 | 10 abr 2005 | Kitt Peak     | Spacewatch          | —         | MPC                           |
| 450376              | 2005 GN144 | 10 abr 2005 | Kitt Peak     | Spacewatch          | —         | MPC                           |
| 450377              | 2005 GB201 | 4 abr 2005  | Mount Lemmon  | Mount Lemmon Survey | —         | MPC                           |
| 450378              | 2005 JG21  | 4 mai 2005  | Siding Spring | SSS                 | —         | MPC                           |
| 450379              | 2005 JQ97  | 8 mai 2005  | Kitt Peak     | Spacewatch          | —         | MPC                           |
| 450380              | 2005 JK118 | 10 mai 2005 | Mount Lemmon  | Mount Lemmon Survey | —         | MPC                           |
| 450381              | 2005 JB151 | 3 mai 2005  | Kitt Peak     | Spacewatch          | —         | MPC                           |
| 450382              | 2005 JD185 | 14 mai 2005 | Kitt Peak     | Spacewatch          | —         | MPC                           |
| 450383              | 2005 LH4   | 20 mai 2005 | Mount Lemmon  | Mount Lemmon Survey | —         | MPC                           |
| 450384              | 2005 LV18  | 8 jun 2005  | Kitt Peak     | Spacewatch          | —         | MPC                           |
| 450385              | 2005 MH48  | 29 jun 2005 | Kitt Peak     | Spacewatch          | —         | MPC                           |
| 450386              | 2005 NA23  | 4 jul 2005  | Kitt Peak     | Spacewatch          | —         | MPC                           |
| 450387              | 2005 NE31  | 4 jul 2005  | Kitt Peak     | Spacewatch          | —         | MPC                           |
| 450388              | 2005 NA41  | 4 jul 2005  | Kitt Peak     | Spacewatch          | —         | MPC                           |
| 450389              | 2005 OY21  | 29 jul 2005 | Palomar       | NEAT                | —         | MPC                           |
| 450390 Pitchcomment | 2005 PN5   | 8 ago 2005  | Vicques       | M. Ory              | —         | MPC                           |
| 450391              | 2005 QC81  | 29 ago 2005 | Kitt Peak     | Spacewatch          | —         | MPC                           |
| 450392              | 2005 QE109 | 27 ago 2005 | Palomar       | NEAT                | —         | MPC                           |
| 450393              | 2005 QW138 | 28 ago 2005 | Kitt Peak     | Spacewatch          | —         | MPC                           |
| 450394              | 2005 QR180 | 28 ago 2005 | Kitt Peak     | Spacewatch          | —         | MPC                           |
| 450395              | 2005 SA18  | 26 set 2005 | Kitt Peak     | Spacewatch          | —         | MPC                           |
| 450396              | 2005 SY63  | 26 set 2005 | Kitt Peak     | Spacewatch          | —         | MPC                           |
| 450397              | 2005 SG80  | 24 set 2005 | Kitt Peak     | Spacewatch          | —         | MPC                           |
| 450398              | 2005 SC141 | 25 set 2005 | Kitt Peak     | Spacewatch          | —         | MPC                           |
| 450399              | 2005 SK166 | 28 set 2005 | Palomar       | NEAT                | —         | MPC                           |
| 450400              | 2005 SU172 | 29 set 2005 | Kitt Peak     | Spacewatch          | —         | MPC                           |

## 450401–450500
| Designação | Designação | Descoberta  | Descoberta   | Descobridor(es)     | Categoria | Mais informações / Referência |
| Permanente | Provisória | Data        | Local        | Descobridor(es)     | Categoria | Mais informações / Referência |
| ---------- | ---------- | ----------- | ------------ | ------------------- | --------- | ----------------------------- |
| 450401     | 2005 SE207 | 30 set 2005 | Mount Lemmon | Mount Lemmon Survey | —         | MPC                           |
| 450402     | 2005 SY209 | 30 set 2005 | Palomar      | NEAT                | —         | MPC                           |
| 450403     | 2005 SJ227 | 30 set 2005 | Kitt Peak    | Spacewatch          | —         | MPC                           |
| 450404     | 2005 SB232 | 30 set 2005 | Mount Lemmon | Mount Lemmon Survey | —         | MPC                           |
| 450405     | 2005 SW265 | 29 ago 2005 | Socorro      | LINEAR              | —         | MPC                           |
| 450406     | 2005 SO278 | 29 set 2005 | Catalina     | CSS                 | Eos       | MPC                           |
| 450407     | 2005 TP22  | 1 out 2005  | Mount Lemmon | Mount Lemmon Survey | —         | MPC                           |
| 450408     | 2005 TM46  | 23 set 2005 | Kitt Peak    | Spacewatch          | —         | MPC                           |
| 450409     | 2005 TT51  | 6 out 2005  | Mount Lemmon | Mount Lemmon Survey | —         | MPC                           |
| 450410     | 2005 TX102 | 2 out 2005  | Mount Lemmon | Mount Lemmon Survey | —         | MPC                           |
| 450411     | 2005 TC106 | 3 out 2005  | Catalina     | CSS                 | —         | MPC                           |
| 450412     | 2005 TX117 | 7 out 2005  | Kitt Peak    | Spacewatch          | —         | MPC                           |
| 450413     | 2005 TN120 | 29 set 2005 | Mount Lemmon | Mount Lemmon Survey | —         | MPC                           |
| 450414     | 2005 TU121 | 7 out 2005  | Kitt Peak    | Spacewatch          | —         | MPC                           |
| 450415     | 2005 TR142 | 29 set 2005 | Kitt Peak    | Spacewatch          | —         | MPC                           |
| 450416     | 2005 TK146 | 29 set 2005 | Kitt Peak    | Spacewatch          | —         | MPC                           |
| 450417     | 2005 TM154 | 29 set 2005 | Kitt Peak    | Spacewatch          | —         | MPC                           |
| 450418     | 2005 TR184 | 1 out 2005  | Kitt Peak    | Spacewatch          | —         | MPC                           |
| 450419     | 2005 TP188 | 3 out 2005  | Catalina     | CSS                 | —         | MPC                           |
| 450420     | 2005 UF12  | 22 out 2005 | Kitt Peak    | Spacewatch          | —         | MPC                           |
| 450421     | 2005 UZ12  | 22 out 2005 | Kitt Peak    | Spacewatch          | —         | MPC                           |
| 450422     | 2005 UM13  | 2 out 2005  | Mount Lemmon | Mount Lemmon Survey | —         | MPC                           |
| 450423     | 2005 UX13  | 24 set 2005 | Kitt Peak    | Spacewatch          | —         | MPC                           |
| 450424     | 2005 UC26  | 1 out 2005  | Mount Lemmon | Mount Lemmon Survey | —         | MPC                           |
| 450425     | 2005 UM31  | 24 out 2005 | Kitt Peak    | Spacewatch          | Brangane  | MPC                           |
| 450426     | 2005 UA73  | 23 out 2005 | Palomar      | NEAT                | —         | MPC                           |
| 450427     | 2005 UE95  | 22 out 2005 | Kitt Peak    | Spacewatch          | —         | MPC                           |
| 450428     | 2005 UN101 | 22 out 2005 | Kitt Peak    | Spacewatch          | —         | MPC                           |
| 450429     | 2005 UD105 | 22 out 2005 | Kitt Peak    | Spacewatch          | —         | MPC                           |
| 450430     | 2005 UB182 | 24 out 2005 | Kitt Peak    | Spacewatch          | —         | MPC                           |
| 450431     | 2005 UH200 | 25 out 2005 | Kitt Peak    | Spacewatch          | —         | MPC                           |
| 450432     | 2005 UF202 | 25 out 2005 | Kitt Peak    | Spacewatch          | —         | MPC                           |
| 450433     | 2005 UP208 | 27 out 2005 | Kitt Peak    | Spacewatch          | —         | MPC                           |
| 450434     | 2005 UM213 | 22 out 2005 | Palomar      | NEAT                | —         | MPC                           |
| 450435     | 2005 UN231 | 25 out 2005 | Mount Lemmon | Mount Lemmon Survey | —         | MPC                           |
| 450436     | 2005 UC253 | 27 out 2005 | Kitt Peak    | Spacewatch          | —         | MPC                           |
| 450437     | 2005 UV308 | 28 out 2005 | Catalina     | CSS                 | —         | MPC                           |
| 450438     | 2005 US325 | 1 out 2005  | Kitt Peak    | Spacewatch          | —         | MPC                           |
| 450439     | 2005 UZ328 | 1 out 2005  | Mount Lemmon | Mount Lemmon Survey | —         | MPC                           |
| 450440     | 2005 UC355 | 29 out 2005 | Catalina     | CSS                 | —         | MPC                           |
| 450441     | 2005 UD360 | 25 out 2005 | Mount Lemmon | Mount Lemmon Survey | —         | MPC                           |
| 450442     | 2005 UH368 | 22 out 2005 | Kitt Peak    | Spacewatch          | —         | MPC                           |
| 450443     | 2005 UY387 | 26 out 2005 | Kitt Peak    | Spacewatch          | —         | MPC                           |
| 450444     | 2005 UY399 | 25 out 2005 | Mount Lemmon | Mount Lemmon Survey | —         | MPC                           |
| 450445     | 2005 UT417 | 25 out 2005 | Kitt Peak    | Spacewatch          | —         | MPC                           |
| 450446     | 2005 UN418 | 25 out 2005 | Kitt Peak    | Spacewatch          | —         | MPC                           |
| 450447     | 2005 UP438 | 28 out 2005 | Catalina     | CSS                 | —         | MPC                           |
| 450448     | 2005 UP443 | 7 out 2005  | Mount Lemmon | Mount Lemmon Survey | —         | MPC                           |
| 450449     | 2005 UQ445 | 31 out 2005 | Mount Lemmon | Mount Lemmon Survey | —         | MPC                           |
| 450450     | 2005 UE453 | 25 out 2005 | Kitt Peak    | Spacewatch          | —         | MPC                           |
| 450451     | 2005 UF454 | 29 set 2005 | Catalina     | CSS                 | Eos       | MPC                           |
| 450452     | 2005 UX470 | 30 out 2005 | Kitt Peak    | Spacewatch          | —         | MPC                           |
| 450453     | 2005 UO477 | 26 out 2005 | Kitt Peak    | Spacewatch          | —         | MPC                           |
| 450454     | 2005 UW478 | 28 out 2005 | Kitt Peak    | Spacewatch          | —         | MPC                           |
| 450455     | 2005 UC510 | 24 out 2005 | Kitt Peak    | Spacewatch          | —         | MPC                           |
| 450456     | 2005 UR525 | 25 out 2005 | Mount Lemmon | Mount Lemmon Survey | —         | MPC                           |
| 450457     | 2005 UG529 | 24 out 2005 | Kitt Peak    | Spacewatch          | —         | MPC                           |
| 450458     | 2005 VE46  | 4 nov 2005  | Mount Lemmon | Mount Lemmon Survey | —         | MPC                           |
| 450459     | 2005 VT67  | 26 out 2005 | Kitt Peak    | Spacewatch          | —         | MPC                           |
| 450460     | 2005 WY9   | 1 nov 2005  | Mount Lemmon | Mount Lemmon Survey | —         | MPC                           |
| 450461     | 2005 WS15  | 22 nov 2005 | Kitt Peak    | Spacewatch          | —         | MPC                           |
| 450462     | 2005 WS25  | 6 nov 2005  | Kitt Peak    | Spacewatch          | Eos       | MPC                           |
| 450463     | 2005 WC28  | 21 nov 2005 | Kitt Peak    | Spacewatch          | —         | MPC                           |
| 450464     | 2005 WN28  | 21 nov 2005 | Kitt Peak    | Spacewatch          | —         | MPC                           |
| 450465     | 2005 WM100 | 28 nov 2005 | Mount Lemmon | Mount Lemmon Survey | —         | MPC                           |
| 450466     | 2005 WK110 | 29 out 2005 | Mount Lemmon | Mount Lemmon Survey | —         | MPC                           |
| 450467     | 2005 WF125 | 25 nov 2005 | Mount Lemmon | Mount Lemmon Survey | —         | MPC                           |
| 450468     | 2005 WW134 | 25 nov 2005 | Mount Lemmon | Mount Lemmon Survey | Brangane  | MPC                           |
| 450469     | 2005 WA135 | 25 nov 2005 | Mount Lemmon | Mount Lemmon Survey | —         | MPC                           |
| 450470     | 2005 WN135 | 25 nov 2005 | Mount Lemmon | Mount Lemmon Survey | —         | MPC                           |
| 450471     | 2005 WS139 | 26 nov 2005 | Mount Lemmon | Mount Lemmon Survey | —         | MPC                           |
| 450472     | 2005 WB145 | 25 nov 2005 | Kitt Peak    | Spacewatch          | —         | MPC                           |
| 450473     | 2005 WZ154 | 29 nov 2005 | Kitt Peak    | Spacewatch          | —         | MPC                           |
| 450474     | 2005 WO195 | 30 nov 2005 | Catalina     | CSS                 | —         | MPC                           |
| 450475     | 2005 WG196 | 29 nov 2005 | Mount Lemmon | Mount Lemmon Survey | —         | MPC                           |
| 450476     | 2005 XD10  | 1 dez 2005  | Kitt Peak    | Spacewatch          | —         | MPC                           |
| 450477     | 2005 XJ18  | 1 dez 2005  | Kitt Peak    | Spacewatch          | —         | MPC                           |
| 450478     | 2005 XO23  | 2 dez 2005  | Mount Lemmon | Mount Lemmon Survey | Brangane  | MPC                           |
| 450479     | 2005 XP26  | 29 out 2005 | Mount Lemmon | Mount Lemmon Survey | —         | MPC                           |
| 450480     | 2005 XO52  | 2 dez 2005  | Kitt Peak    | Spacewatch          | —         | MPC                           |
| 450481     | 2005 XT60  | 4 dez 2005  | Kitt Peak    | Spacewatch          | —         | MPC                           |
| 450482     | 2005 XR74  | 6 dez 2005  | Kitt Peak    | Spacewatch          | —         | MPC                           |
| 450483     | 2005 YN7   | 22 dez 2005 | Kitt Peak    | Spacewatch          | —         | MPC                           |
| 450484     | 2005 YO28  | 22 dez 2005 | Kitt Peak    | Spacewatch          | —         | MPC                           |
| 450485     | 2005 YK58  | 24 dez 2005 | Kitt Peak    | Spacewatch          | —         | MPC                           |
| 450486     | 2005 YL62  | 24 dez 2005 | Kitt Peak    | Spacewatch          | —         | MPC                           |
| 450487     | 2005 YD64  | 24 dez 2005 | Kitt Peak    | Spacewatch          | —         | MPC                           |
| 450488     | 2005 YJ67  | 26 dez 2005 | Kitt Peak    | Spacewatch          | —         | MPC                           |
| 450489     | 2005 YC93  | 27 dez 2005 | Kitt Peak    | Spacewatch          | —         | MPC                           |
| 450490     | 2005 YB105 | 1 nov 2005  | Mount Lemmon | Mount Lemmon Survey | Brangane  | MPC                           |
| 450491     | 2005 YT106 | 4 dez 2005  | Mount Lemmon | Mount Lemmon Survey | —         | MPC                           |
| 450492     | 2005 YG110 | 25 dez 2005 | Kitt Peak    | Spacewatch          | —         | MPC                           |
| 450493     | 2005 YL125 | 26 dez 2005 | Kitt Peak    | Spacewatch          | —         | MPC                           |
| 450494     | 2005 YC132 | 25 dez 2005 | Mount Lemmon | Mount Lemmon Survey | —         | MPC                           |
| 450495     | 2005 YB142 | 28 dez 2005 | Mount Lemmon | Mount Lemmon Survey | —         | MPC                           |
| 450496     | 2005 YE142 | 28 dez 2005 | Mount Lemmon | Mount Lemmon Survey | Brangane  | MPC                           |
| 450497     | 2005 YP168 | 30 nov 2005 | Mount Lemmon | Mount Lemmon Survey | —         | MPC                           |
| 450498     | 2005 YE176 | 22 dez 2005 | Kitt Peak    | Spacewatch          | —         | MPC                           |
| 450499     | 2005 YO188 | 28 dez 2005 | Mount Lemmon | Mount Lemmon Survey | —         | MPC                           |
| 450500     | 2005 YM192 | 30 dez 2005 | Kitt Peak    | Spacewatch          | —         | MPC                           |

## 450501–450600
| Designação | Designação | Descoberta  | Descoberta    | Descobridor(es)     | Categoria | Mais informações / Referência |
| Permanente | Provisória | Data        | Local         | Descobridor(es)     | Categoria | Mais informações / Referência |
| ---------- | ---------- | ----------- | ------------- | ------------------- | --------- | ----------------------------- |
| 450501     | 2005 YG204 | 25 dez 2005 | Mount Lemmon  | Mount Lemmon Survey | —         | MPC                           |
| 450502     | 2005 YP238 | 29 dez 2005 | Kitt Peak     | Spacewatch          | —         | MPC                           |
| 450503     | 2005 YE272 | 29 dez 2005 | Kitt Peak     | Spacewatch          | —         | MPC                           |
| 450504     | 2005 YF277 | 25 dez 2005 | Kitt Peak     | Spacewatch          | Brangane  | MPC                           |
| 450505     | 2005 YD279 | 25 dez 2005 | Mount Lemmon  | Mount Lemmon Survey | —         | MPC                           |
| 450506     | 2005 YJ291 | 26 dez 2005 | Mount Lemmon  | Mount Lemmon Survey | —         | MPC                           |
| 450507     | 2006 AE13  | 28 dez 2005 | Kitt Peak     | Spacewatch          | —         | MPC                           |
| 450508     | 2006 AS19  | 5 jan 2006  | Kitt Peak     | Spacewatch          | —         | MPC                           |
| 450509     | 2006 AX23  | 4 jan 2006  | Mount Lemmon  | Mount Lemmon Survey | —         | MPC                           |
| 450510     | 2006 AC28  | 5 jan 2006  | Mount Lemmon  | Mount Lemmon Survey | —         | MPC                           |
| 450511     | 2006 AD35  | 26 dez 2005 | Mount Lemmon  | Mount Lemmon Survey | —         | MPC                           |
| 450512     | 2006 AJ59  | 10 dez 2005 | Kitt Peak     | Spacewatch          | Brangane  | MPC                           |
| 450513     | 2006 AC65  | 30 dez 2005 | Kitt Peak     | Spacewatch          | —         | MPC                           |
| 450514     | 2006 AL76  | 5 jan 2006  | Kitt Peak     | Spacewatch          | —         | MPC                           |
| 450515     | 2006 AW88  | 2 dez 2005  | Mount Lemmon  | Mount Lemmon Survey | Brangane  | MPC                           |
| 450516     | 2006 AB101 | 5 jan 2006  | Mount Lemmon  | Mount Lemmon Survey | —         | MPC                           |
| 450517     | 2006 AG101 | 7 jan 2006  | Mount Lemmon  | Mount Lemmon Survey | —         | MPC                           |
| 450518     | 2006 BD7   | 6 jan 2006  | Mount Lemmon  | Mount Lemmon Survey | —         | MPC                           |
| 450519     | 2006 BC21  | 7 jan 2006  | Mount Lemmon  | Mount Lemmon Survey | —         | MPC                           |
| 450520     | 2006 BB23  | 25 dez 2005 | Kitt Peak     | Spacewatch          | Brangane  | MPC                           |
| 450521     | 2006 BQ57  | 23 jan 2006 | Kitt Peak     | Spacewatch          | —         | MPC                           |
| 450522     | 2006 BJ66  | 23 jan 2006 | Kitt Peak     | Spacewatch          | —         | MPC                           |
| 450523     | 2006 BB67  | 23 jan 2006 | Kitt Peak     | Spacewatch          | —         | MPC                           |
| 450524     | 2006 BP67  | 23 jan 2006 | Kitt Peak     | Spacewatch          | —         | MPC                           |
| 450525     | 2006 BV71  | 23 jan 2006 | Kitt Peak     | Spacewatch          | —         | MPC                           |
| 450526     | 2006 BK76  | 23 jan 2006 | Kitt Peak     | Spacewatch          | —         | MPC                           |
| 450527     | 2006 BX81  | 23 jan 2006 | Kitt Peak     | Spacewatch          | —         | MPC                           |
| 450528     | 2006 BD107 | 28 dez 2005 | Mount Lemmon  | Mount Lemmon Survey | —         | MPC                           |
| 450529     | 2006 BK108 | 25 jan 2006 | Kitt Peak     | Spacewatch          | —         | MPC                           |
| 450530     | 2006 BY109 | 25 jan 2006 | Kitt Peak     | Spacewatch          | —         | MPC                           |
| 450531     | 2006 BW111 | 25 jan 2006 | Kitt Peak     | Spacewatch          | —         | MPC                           |
| 450532     | 2006 BX120 | 21 jan 2006 | Kitt Peak     | Spacewatch          | —         | MPC                           |
| 450533     | 2006 BR129 | 26 jan 2006 | Mount Lemmon  | Mount Lemmon Survey | —         | MPC                           |
| 450534     | 2006 BD135 | 7 jan 2006  | Mount Lemmon  | Mount Lemmon Survey | —         | MPC                           |
| 450535     | 2006 BW154 | 7 jan 2006  | Mount Lemmon  | Mount Lemmon Survey | —         | MPC                           |
| 450536     | 2006 BM162 | 26 jan 2006 | Mount Lemmon  | Mount Lemmon Survey | —         | MPC                           |
| 450537     | 2006 BW168 | 26 jan 2006 | Mount Lemmon  | Mount Lemmon Survey | —         | MPC                           |
| 450538     | 2006 BE200 | 30 jan 2006 | Kitt Peak     | Spacewatch          | —         | MPC                           |
| 450539     | 2006 BT202 | 31 jan 2006 | Kitt Peak     | Spacewatch          | —         | MPC                           |
| 450540     | 2006 BP228 | 23 jan 2006 | Kitt Peak     | Spacewatch          | —         | MPC                           |
| 450541     | 2006 BF265 | 31 jan 2006 | Kitt Peak     | Spacewatch          | —         | MPC                           |
| 450542     | 2006 BT276 | 23 jan 2006 | Kitt Peak     | Spacewatch          | —         | MPC                           |
| 450543     | 2006 BH277 | 30 jan 2006 | Kitt Peak     | Spacewatch          | —         | MPC                           |
| 450544     | 2006 BJ280 | 27 jan 2006 | Kitt Peak     | Spacewatch          | —         | MPC                           |
| 450545     | 2006 CA63  | 4 fev 2006  | Catalina      | CSS                 | —         | MPC                           |
| 450546     | 2006 DT20  | 20 fev 2006 | Kitt Peak     | Spacewatch          | —         | MPC                           |
| 450547     | 2006 DM68  | 22 fev 2006 | Catalina      | CSS                 | —         | MPC                           |
| 450548     | 2006 DP68  | 1 fev 2006  | Catalina      | CSS                 | —         | MPC                           |
| 450549     | 2006 DK104 | 25 fev 2006 | Kitt Peak     | Spacewatch          | —         | MPC                           |
| 450550     | 2006 DR109 | 25 fev 2006 | Kitt Peak     | Spacewatch          | —         | MPC                           |
| 450551     | 2006 DY110 | 25 fev 2006 | Mount Lemmon  | Mount Lemmon Survey | —         | MPC                           |
| 450552     | 2006 DD136 | 25 fev 2006 | Kitt Peak     | Spacewatch          | —         | MPC                           |
| 450553     | 2006 DN136 | 25 fev 2006 | Kitt Peak     | Spacewatch          | —         | MPC                           |
| 450554     | 2006 DT138 | 25 fev 2006 | Kitt Peak     | Spacewatch          | —         | MPC                           |
| 450555     | 2006 DN171 | 27 fev 2006 | Kitt Peak     | Spacewatch          | —         | MPC                           |
| 450556     | 2006 EX15  | 24 fev 2006 | Kitt Peak     | Spacewatch          | —         | MPC                           |
| 450557     | 2006 EG22  | 26 jan 2006 | Kitt Peak     | Spacewatch          | —         | MPC                           |
| 450558     | 2006 EM49  | 4 mar 2006  | Kitt Peak     | Spacewatch          | —         | MPC                           |
| 450559     | 2006 EB73  | 4 mar 2006  | Kitt Peak     | Spacewatch          | —         | MPC                           |
| 450560     | 2006 FK5   | 23 mar 2006 | Kitt Peak     | Spacewatch          | —         | MPC                           |
| 450561     | 2006 FS10  | 2 mar 2006  | Kitt Peak     | Spacewatch          | —         | MPC                           |
| 450562     | 2006 FQ28  | 24 mar 2006 | Mount Lemmon  | Mount Lemmon Survey | —         | MPC                           |
| 450563     | 2006 FN36  | 19 mar 2006 | Siding Spring | SSS                 | —         | MPC                           |
| 450564     | 2006 FX43  | 3 mar 2006  | Catalina      | CSS                 | —         | MPC                           |
| 450565     | 2006 FM46  | 26 mar 2006 | Siding Spring | SSS                 | —         | MPC                           |
| 450566     | 2006 FJ50  | 25 mar 2006 | Catalina      | CSS                 | —         | MPC                           |
| 450567     | 2006 GB8   | 24 mar 2006 | Kitt Peak     | Spacewatch          | —         | MPC                           |
| 450568     | 2006 GK20  | 2 abr 2006  | Kitt Peak     | Spacewatch          | —         | MPC                           |
| 450569     | 2006 HL1   | 18 abr 2006 | Kitt Peak     | Spacewatch          | —         | MPC                           |
| 450570     | 2006 HE53  | 19 abr 2006 | Socorro       | LINEAR              | —         | MPC                           |
| 450571     | 2006 JH35  | 26 abr 2006 | Kitt Peak     | Spacewatch          | —         | MPC                           |
| 450572     | 2006 KA28  | 8 mai 2006  | Kitt Peak     | Spacewatch          | —         | MPC                           |
| 450573     | 2006 MG9   | 19 jun 2006 | Mount Lemmon  | Mount Lemmon Survey | —         | MPC                           |
| 450574     | 2006 OU14  | 29 jul 2006 | Marly         | Naef Obs.           | —         | MPC                           |
| 450575     | 2006 PD3   | 12 ago 2006 | Palomar       | NEAT                | —         | MPC                           |
| 450576     | 2006 PF3   | 12 ago 2006 | Palomar       | NEAT                | —         | MPC                           |
| 450577     | 2006 PY8   | 13 ago 2006 | Palomar       | NEAT                | —         | MPC                           |
| 450578     | 2006 QE15  | 19 jun 2006 | Mount Lemmon  | Mount Lemmon Survey | —         | MPC                           |
| 450579     | 2006 QA39  | 19 ago 2006 | Anderson Mesa | LONEOS              | —         | MPC                           |
| 450580     | 2006 QU54  | 18 ago 2006 | Anderson Mesa | LONEOS              | —         | MPC                           |
| 450581     | 2006 QK61  | 22 ago 2006 | Palomar       | NEAT                | —         | MPC                           |
| 450582     | 2006 QD93  | 16 ago 2006 | Palomar       | NEAT                | —         | MPC                           |
| 450583     | 2006 QC101 | 26 ago 2006 | Siding Spring | SSS                 | —         | MPC                           |
| 450584     | 2006 QX108 | 28 ago 2006 | Kitt Peak     | Spacewatch          | —         | MPC                           |
| 450585     | 2006 QT110 | 19 ago 2006 | Kitt Peak     | Spacewatch          | —         | MPC                           |
| 450586     | 2006 QP116 | 24 ago 2006 | Socorro       | LINEAR              | —         | MPC                           |
| 450587     | 2006 QH153 | 19 ago 2006 | Kitt Peak     | Spacewatch          | —         | MPC                           |
| 450588     | 2006 RX15  | 14 set 2006 | Catalina      | CSS                 | —         | MPC                           |
| 450589     | 2006 RB32  | 15 set 2006 | Kitt Peak     | Spacewatch          | Phocaea   | MPC                           |
| 450590     | 2006 RH33  | 28 ago 2006 | Catalina      | CSS                 | —         | MPC                           |
| 450591     | 2006 RL43  | 14 set 2006 | Kitt Peak     | Spacewatch          | —         | MPC                           |
| 450592     | 2006 RU48  | 14 set 2006 | Kitt Peak     | Spacewatch          | —         | MPC                           |
| 450593     | 2006 RJ55  | 14 set 2006 | Kitt Peak     | Spacewatch          | —         | MPC                           |
| 450594     | 2006 RG74  | 15 set 2006 | Kitt Peak     | Spacewatch          | —         | MPC                           |
| 450595     | 2006 RA78  | 15 set 2006 | Kitt Peak     | Spacewatch          | —         | MPC                           |
| 450596     | 2006 RE91  | 15 set 2006 | Kitt Peak     | Spacewatch          | —         | MPC                           |
| 450597     | 2006 RK91  | 15 set 2006 | Kitt Peak     | Spacewatch          | —         | MPC                           |
| 450598     | 2006 RZ96  | 15 set 2006 | Kitt Peak     | Spacewatch          | —         | MPC                           |
| 450599     | 2006 SF    | 21 jun 2006 | Catalina      | CSS                 | —         | MPC                           |
| 450600     | 2006 SX2   | 16 set 2006 | Catalina      | CSS                 | —         | MPC                           |

## 450601–450700
| Designação | Designação | Descoberta  | Descoberta    | Descobridor(es)     | Categoria | Mais informações / Referência |
| Permanente | Provisória | Data        | Local         | Descobridor(es)     | Categoria | Mais informações / Referência |
| ---------- | ---------- | ----------- | ------------- | ------------------- | --------- | ----------------------------- |
| 450601     | 2006 SV31  | 17 set 2006 | Kitt Peak     | Spacewatch          | —         | MPC                           |
| 450602     | 2006 SA76  | 19 set 2006 | Kitt Peak     | Spacewatch          | —         | MPC                           |
| 450603     | 2006 SH94  | 18 set 2006 | Kitt Peak     | Spacewatch          | —         | MPC                           |
| 450604     | 2006 SO102 | 19 set 2006 | Kitt Peak     | Spacewatch          | Phocaea   | MPC                           |
| 450605     | 2006 SQ106 | 19 set 2006 | Kitt Peak     | Spacewatch          | —         | MPC                           |
| 450606     | 2006 SP122 | 19 set 2006 | Catalina      | CSS                 | —         | MPC                           |
| 450607     | 2006 SF188 | 26 set 2006 | Kitt Peak     | Spacewatch          | —         | MPC                           |
| 450608     | 2006 SR241 | 26 set 2006 | Mount Lemmon  | Mount Lemmon Survey | —         | MPC                           |
| 450609     | 2006 SS268 | 26 set 2006 | Kitt Peak     | Spacewatch          | —         | MPC                           |
| 450610     | 2006 SM269 | 26 set 2006 | Mount Lemmon  | Mount Lemmon Survey | —         | MPC                           |
| 450611     | 2006 SH277 | 15 set 2006 | Kitt Peak     | Spacewatch          | —         | MPC                           |
| 450612     | 2006 SK282 | 29 ago 2006 | Kitt Peak     | Spacewatch          | —         | MPC                           |
| 450613     | 2006 SV285 | 30 set 2006 | Kitt Peak     | Spacewatch          | —         | MPC                           |
| 450614     | 2006 SV318 | 27 set 2006 | Kitt Peak     | Spacewatch          | —         | MPC                           |
| 450615     | 2006 SW324 | 27 set 2006 | Kitt Peak     | Spacewatch          | —         | MPC                           |
| 450616     | 2006 SU365 | 30 set 2006 | Mount Lemmon  | Mount Lemmon Survey | —         | MPC                           |
| 450617     | 2006 SO381 | 28 set 2006 | Apache Point  | A. C. Becker        | —         | MPC                           |
| 450618     | 2006 SB384 | 29 set 2006 | Apache Point  | A. C. Becker        | —         | MPC                           |
| 450619     | 2006 SD390 | 30 set 2006 | Apache Point  | A. C. Becker        | Phocaea   | MPC                           |
| 450620     | 2006 SO397 | 25 set 2006 | Kitt Peak     | Spacewatch          | —         | MPC                           |
| 450621     | 2006 SN399 | 17 set 2006 | Kitt Peak     | Spacewatch          | —         | MPC                           |
| 450622     | 2006 SG403 | 27 set 2006 | Mount Lemmon  | Mount Lemmon Survey | —         | MPC                           |
| 450623     | 2006 SN411 | 17 set 2006 | Catalina      | CSS                 | Phocaea   | MPC                           |
| 450624     | 2006 SE412 | 26 set 2006 | Kitt Peak     | Spacewatch          | —         | MPC                           |
| 450625     | 2006 TY12  | 10 out 2006 | Palomar       | NEAT                | —         | MPC                           |
| 450626     | 2006 TA24  | 11 out 2006 | Kitt Peak     | Spacewatch          | —         | MPC                           |
| 450627     | 2006 TP35  | 12 out 2006 | Kitt Peak     | Spacewatch          | —         | MPC                           |
| 450628     | 2006 TW55  | 12 out 2006 | Palomar       | NEAT                | —         | MPC                           |
| 450629     | 2006 TZ63  | 29 set 2006 | Anderson Mesa | LONEOS              | —         | MPC                           |
| 450630     | 2006 TJ86  | 13 out 2006 | Kitt Peak     | Spacewatch          | —         | MPC                           |
| 450631     | 2006 TM95  | 28 set 2006 | Catalina      | CSS                 | —         | MPC                           |
| 450632     | 2006 TU98  | 15 out 2006 | Kitt Peak     | Spacewatch          | —         | MPC                           |
| 450633     | 2006 TB122 | 13 out 2006 | Kitt Peak     | Spacewatch          | —         | MPC                           |
| 450634     | 2006 TM125 | 13 out 2006 | Kitt Peak     | Spacewatch          | —         | MPC                           |
| 450635     | 2006 TZ125 | 2 out 2006  | Mount Lemmon  | Mount Lemmon Survey | —         | MPC                           |
| 450636     | 2006 TQ127 | 4 out 2006  | Mount Lemmon  | Mount Lemmon Survey | —         | MPC                           |
| 450637     | 2006 UU5   | 30 set 2006 | Mount Lemmon  | Mount Lemmon Survey | —         | MPC                           |
| 450638     | 2006 UE7   | 16 out 2006 | Catalina      | CSS                 | —         | MPC                           |
| 450639     | 2006 UB8   | 16 out 2006 | Catalina      | CSS                 | —         | MPC                           |
| 450640     | 2006 UG19  | 25 set 2006 | Kitt Peak     | Spacewatch          | —         | MPC                           |
| 450641     | 2006 UG21  | 25 set 2006 | Kitt Peak     | Spacewatch          | —         | MPC                           |
| 450642     | 2006 UY22  | 16 out 2006 | Mount Lemmon  | Mount Lemmon Survey | —         | MPC                           |
| 450643     | 2006 UT37  | 16 out 2006 | Kitt Peak     | Spacewatch          | —         | MPC                           |
| 450644     | 2006 UD44  | 16 out 2006 | Kitt Peak     | Spacewatch          | —         | MPC                           |
| 450645     | 2006 UT44  | 16 out 2006 | Kitt Peak     | Spacewatch          | —         | MPC                           |
| 450646     | 2006 UM46  | 30 set 2006 | Mount Lemmon  | Mount Lemmon Survey | Phocaea   | MPC                           |
| 450647     | 2006 US59  | 19 out 2006 | Catalina      | CSS                 | —         | MPC                           |
| 450648     | 2006 UC63  | 21 out 2006 | Kitt Peak     | Spacewatch          | —         | MPC                           |
| 450649     | 2006 UY64  | 25 out 2006 | Siding Spring | SSS                 | —         | MPC                           |
| 450650     | 2006 UT77  | 17 out 2006 | Kitt Peak     | Spacewatch          | —         | MPC                           |
| 450651     | 2006 UJ95  | 18 out 2006 | Kitt Peak     | Spacewatch          | —         | MPC                           |
| 450652     | 2006 UM99  | 3 out 2006  | Mount Lemmon  | Mount Lemmon Survey | —         | MPC                           |
| 450653     | 2006 UY103 | 30 set 2006 | Mount Lemmon  | Mount Lemmon Survey | —         | MPC                           |
| 450654     | 2006 UV129 | 19 out 2006 | Kitt Peak     | Spacewatch          | —         | MPC                           |
| 450655     | 2006 UL142 | 19 out 2006 | Kitt Peak     | Spacewatch          | —         | MPC                           |
| 450656     | 2006 UJ176 | 16 out 2006 | Catalina      | CSS                 | —         | MPC                           |
| 450657     | 2006 UX187 | 17 set 2006 | Catalina      | CSS                 | —         | MPC                           |
| 450658     | 2006 UD197 | 20 out 2006 | Kitt Peak     | Spacewatch          | —         | MPC                           |
| 450659     | 2006 UX208 | 2 out 2006  | Mount Lemmon  | Mount Lemmon Survey | —         | MPC                           |
| 450660     | 2006 UY208 | 23 out 2006 | Kitt Peak     | Spacewatch          | —         | MPC                           |
| 450661     | 2006 UT209 | 23 out 2006 | Kitt Peak     | Spacewatch          | —         | MPC                           |
| 450662     | 2006 US213 | 23 out 2006 | Kitt Peak     | Spacewatch          | —         | MPC                           |
| 450663     | 2006 UH237 | 26 set 2006 | Mount Lemmon  | Mount Lemmon Survey | —         | MPC                           |
| 450664     | 2006 UE239 | 23 out 2006 | Kitt Peak     | Spacewatch          | —         | MPC                           |
| 450665     | 2006 UO259 | 18 set 2006 | Kitt Peak     | Spacewatch          | —         | MPC                           |
| 450666     | 2006 UW263 | 30 set 2006 | Kitt Peak     | Spacewatch          | —         | MPC                           |
| 450667     | 2006 UE266 | 27 out 2006 | Catalina      | CSS                 | —         | MPC                           |
| 450668     | 2006 US270 | 27 out 2006 | Mount Lemmon  | Mount Lemmon Survey | Themis    | MPC                           |
| 450669     | 2006 UM273 | 27 out 2006 | Kitt Peak     | Spacewatch          | —         | MPC                           |
| 450670     | 2006 UZ337 | 22 out 2006 | Kitt Peak     | Spacewatch          | —         | MPC                           |
| 450671     | 2006 VZ4   | 17 out 2006 | Catalina      | CSS                 | —         | MPC                           |
| 450672     | 2006 VW5   | 10 nov 2006 | Kitt Peak     | Spacewatch          | —         | MPC                           |
| 450673     | 2006 VR7   | 10 nov 2006 | Kitt Peak     | Spacewatch          | —         | MPC                           |
| 450674     | 2006 VD19  | 9 nov 2006  | Kitt Peak     | Spacewatch          | —         | MPC                           |
| 450675     | 2006 VX19  | 9 nov 2006  | Kitt Peak     | Spacewatch          | —         | MPC                           |
| 450676     | 2006 VB35  | 11 nov 2006 | Mount Lemmon  | Mount Lemmon Survey | —         | MPC                           |
| 450677     | 2006 VA41  | 20 out 2006 | Kitt Peak     | Spacewatch          | —         | MPC                           |
| 450678     | 2006 VU45  | 27 out 2006 | Mount Lemmon  | Mount Lemmon Survey | —         | MPC                           |
| 450679     | 2006 VE53  | 11 nov 2006 | Kitt Peak     | Spacewatch          | —         | MPC                           |
| 450680     | 2006 VO53  | 11 nov 2006 | Kitt Peak     | Spacewatch          | —         | MPC                           |
| 450681     | 2006 VJ64  | 11 nov 2006 | Kitt Peak     | Spacewatch          | —         | MPC                           |
| 450682     | 2006 VO67  | 11 nov 2006 | Kitt Peak     | Spacewatch          | —         | MPC                           |
| 450683     | 2006 VU92  | 15 nov 2006 | Kitt Peak     | Spacewatch          | —         | MPC                           |
| 450684     | 2006 VA94  | 10 nov 2006 | Kitt Peak     | Spacewatch          | —         | MPC                           |
| 450685     | 2006 VH99  | 18 out 2006 | Kitt Peak     | Spacewatch          | —         | MPC                           |
| 450686     | 2006 VB123 | 14 nov 2006 | Kitt Peak     | Spacewatch          | —         | MPC                           |
| 450687     | 2006 VK132 | 15 nov 2006 | Kitt Peak     | Spacewatch          | —         | MPC                           |
| 450688     | 2006 VT173 | 15 nov 2006 | Kitt Peak     | Spacewatch          | Themis    | MPC                           |
| 450689     | 2006 WO    | 16 nov 2006 | Jornada       | D. S. Dixon         | —         | MPC                           |
| 450690     | 2006 WP    | 17 nov 2006 | Jarnac        | Jarnac Obs.         | —         | MPC                           |
| 450691     | 2006 WX13  | 16 nov 2006 | Mount Lemmon  | Mount Lemmon Survey | —         | MPC                           |
| 450692     | 2006 WJ61  | 2 nov 2006  | Catalina      | CSS                 | —         | MPC                           |
| 450693     | 2006 WJ79  | 20 out 2006 | Mount Lemmon  | Mount Lemmon Survey | —         | MPC                           |
| 450694     | 2006 WY83  | 28 set 2006 | Mount Lemmon  | Mount Lemmon Survey | —         | MPC                           |
| 450695     | 2006 WO87  | 23 out 2006 | Mount Lemmon  | Mount Lemmon Survey | —         | MPC                           |
| 450696     | 2006 WT94  | 19 nov 2006 | Kitt Peak     | Spacewatch          | —         | MPC                           |
| 450697     | 2006 WW94  | 19 nov 2006 | Kitt Peak     | Spacewatch          | —         | MPC                           |
| 450698     | 2006 WZ109 | 19 nov 2006 | Kitt Peak     | Spacewatch          | —         | MPC                           |
| 450699     | 2006 WA130 | 1 nov 2006  | Kitt Peak     | Spacewatch          | —         | MPC                           |
| 450700     | 2006 WY141 | 20 nov 2006 | Kitt Peak     | Spacewatch          | —         | MPC                           |

## 450701–450800
| Designação | Designação | Descoberta  | Descoberta       | Descobridor(es)     | Categoria | Mais informações / Referência |
| Permanente | Provisória | Data        | Local            | Descobridor(es)     | Categoria | Mais informações / Referência |
| ---------- | ---------- | ----------- | ---------------- | ------------------- | --------- | ----------------------------- |
| 450701     | 2006 WL142 | 22 out 2006 | Mount Lemmon     | Mount Lemmon Survey | —         | MPC                           |
| 450702     | 2006 WK161 | 23 nov 2006 | Kitt Peak        | Spacewatch          | —         | MPC                           |
| 450703     | 2006 WT167 | 23 nov 2006 | Kitt Peak        | Spacewatch          | —         | MPC                           |
| 450704     | 2006 WX176 | 23 fev 2003 | Campo Imperatore | CINEOS              | —         | MPC                           |
| 450705     | 2006 WW180 | 24 nov 2006 | Mount Lemmon     | Mount Lemmon Survey | —         | MPC                           |
| 450706     | 2006 WG199 | 16 nov 2006 | Kitt Peak        | Spacewatch          | —         | MPC                           |
| 450707     | 2006 WC204 | 18 nov 2006 | Kitt Peak        | Spacewatch          | —         | MPC                           |
| 450708     | 2006 XU22  | 12 dez 2006 | Kitt Peak        | Spacewatch          | —         | MPC                           |
| 450709     | 2006 YB31  | 10 dez 2006 | Kitt Peak        | Spacewatch          | Eos       | MPC                           |
| 450710     | 2006 YS42  | 23 dez 2006 | Catalina         | CSS                 | —         | MPC                           |
| 450711     | 2007 AL29  | 10 jan 2007 | Kitt Peak        | Spacewatch          | —         | MPC                           |
| 450712     | 2007 BL11  | 17 jan 2007 | Palomar          | NEAT                | —         | MPC                           |
| 450713     | 2007 BK73  | 27 jan 2007 | Mount Lemmon     | Mount Lemmon Survey | —         | MPC                           |
| 450714     | 2007 CG28  | 27 jan 2007 | Mount Lemmon     | Mount Lemmon Survey | —         | MPC                           |
| 450715     | 2007 CE31  | 10 jan 2007 | Kitt Peak        | Spacewatch          | —         | MPC                           |
| 450716     | 2007 DH32  | 17 fev 2007 | Kitt Peak        | Spacewatch          | —         | MPC                           |
| 450717     | 2007 DC35  | 17 fev 2007 | Kitt Peak        | Spacewatch          | —         | MPC                           |
| 450718     | 2007 DE67  | 21 fev 2007 | Kitt Peak        | Spacewatch          | —         | MPC                           |
| 450719     | 2007 DU67  | 21 fev 2007 | Kitt Peak        | Spacewatch          | —         | MPC                           |
| 450720     | 2007 DB73  | 21 fev 2007 | Kitt Peak        | Spacewatch          | —         | MPC                           |
| 450721     | 2007 EV8   | 17 fev 2007 | Kitt Peak        | Spacewatch          | Brangane  | MPC                           |
| 450722     | 2007 EZ13  | 14 set 2005 | Kitt Peak        | Spacewatch          | —         | MPC                           |
| 450723     | 2007 EE23  | 10 mar 2007 | Mount Lemmon     | Mount Lemmon Survey | —         | MPC                           |
| 450724     | 2007 EY68  | 10 mar 2007 | Kitt Peak        | Spacewatch          | —         | MPC                           |
| 450725     | 2007 EN89  | 28 jan 2007 | Mount Lemmon     | Mount Lemmon Survey | —         | MPC                           |
| 450726     | 2007 EK108 | 11 mar 2007 | Kitt Peak        | Spacewatch          | —         | MPC                           |
| 450727     | 2007 EL220 | 14 mar 2007 | Mount Lemmon     | Mount Lemmon Survey | —         | MPC                           |
| 450728     | 2007 EW221 | 9 mar 2007  | Kitt Peak        | Spacewatch          | —         | MPC                           |
| 450729     | 2007 FU46  | 16 mar 2007 | Kitt Peak        | Spacewatch          | —         | MPC                           |
| 450730     | 2007 GX7   | 7 abr 2007  | Mount Lemmon     | Mount Lemmon Survey | —         | MPC                           |
| 450731     | 2007 GR16  | 11 abr 2007 | Kitt Peak        | Spacewatch          | —         | MPC                           |
| 450732     | 2007 GA21  | 11 abr 2007 | Mount Lemmon     | Mount Lemmon Survey | —         | MPC                           |
| 450733     | 2007 GS23  | 11 abr 2007 | Kitt Peak        | Spacewatch          | —         | MPC                           |
| 450734     | 2007 GN46  | 14 abr 2007 | Kitt Peak        | Spacewatch          | —         | MPC                           |
| 450735     | 2007 GW47  | 14 abr 2007 | Kitt Peak        | Spacewatch          | —         | MPC                           |
| 450736     | 2007 GA48  | 14 abr 2007 | Kitt Peak        | Spacewatch          | —         | MPC                           |
| 450737     | 2007 GD52  | 14 abr 2007 | Moletai          | Molėtai Obs.        | —         | MPC                           |
| 450738     | 2007 GV64  | 15 abr 2007 | Kitt Peak        | Spacewatch          | Brangane  | MPC                           |
| 450739     | 2007 GD66  | 15 abr 2007 | Kitt Peak        | Spacewatch          | —         | MPC                           |
| 450740     | 2007 GO66  | 15 abr 2007 | Kitt Peak        | Spacewatch          | —         | MPC                           |
| 450741     | 2007 HV23  | 18 abr 2007 | Kitt Peak        | Spacewatch          | —         | MPC                           |
| 450742     | 2007 HP36  | 19 abr 2007 | Kitt Peak        | Spacewatch          | —         | MPC                           |
| 450743     | 2007 HP38  | 20 abr 2007 | Mount Lemmon     | Mount Lemmon Survey | —         | MPC                           |
| 450744     | 2007 HB39  | 14 mar 2007 | Mount Lemmon     | Mount Lemmon Survey | —         | MPC                           |
| 450745     | 2007 HY50  | 20 abr 2007 | Kitt Peak        | Spacewatch          | —         | MPC                           |
| 450746     | 2007 HZ55  | 22 abr 2007 | Kitt Peak        | Spacewatch          | —         | MPC                           |
| 450747     | 2007 HH59  | 18 abr 2007 | Anderson Mesa    | LONEOS              | —         | MPC                           |
| 450748     | 2007 HM66  | 22 abr 2007 | Mount Lemmon     | Mount Lemmon Survey | —         | MPC                           |
| 450749     | 2007 HY74  | 22 abr 2007 | Kitt Peak        | Spacewatch          | —         | MPC                           |
| 450750     | 2007 HC85  | 24 abr 2007 | Kitt Peak        | Spacewatch          | —         | MPC                           |
| 450751     | 2007 HF88  | 13 mar 2007 | Mount Lemmon     | Mount Lemmon Survey | —         | MPC                           |
| 450752     | 2007 HR97  | 22 abr 2007 | Catalina         | CSS                 | —         | MPC                           |
| 450753     | 2007 JC17  | 7 mai 2007  | Kitt Peak        | Spacewatch          | —         | MPC                           |
| 450754     | 2007 JV34  | 10 mai 2007 | Kitt Peak        | Spacewatch          | —         | MPC                           |
| 450755     | 2007 JF38  | 12 mai 2007 | Mount Lemmon     | Mount Lemmon Survey | —         | MPC                           |
| 450756     | 2007 JW38  | 13 mai 2007 | Mount Lemmon     | Mount Lemmon Survey | —         | MPC                           |
| 450757     | 2007 JW41  | 9 mai 2007  | Catalina         | CSS                 | —         | MPC                           |
| 450758     | 2007 LL8   | 9 jun 2007  | Kitt Peak        | Spacewatch          | —         | MPC                           |
| 450759     | 2007 LG33  | 15 jun 2007 | Kitt Peak        | Spacewatch          | —         | MPC                           |
| 450760     | 2007 PJ1   | 5 ago 2007  | Altschwendt      | W. Ries             | —         | MPC                           |
| 450761     | 2007 QK11  | 23 ago 2007 | Kitt Peak        | Spacewatch          | —         | MPC                           |
| 450762     | 2007 RS18  | 23 ago 2007 | Kitt Peak        | Spacewatch          | —         | MPC                           |
| 450763     | 2007 RX40  | 9 set 2007  | Kitt Peak        | Spacewatch          | —         | MPC                           |
| 450764     | 2007 RY102 | 11 set 2007 | Kitt Peak        | Spacewatch          | —         | MPC                           |
| 450765     | 2007 RD107 | 11 set 2007 | Mount Lemmon     | Mount Lemmon Survey | —         | MPC                           |
| 450766     | 2007 RA134 | 11 set 2007 | XuYi             | PMO NEO             | Juno      | MPC                           |
| 450767     | 2007 RD140 | 18 jul 2007 | Mount Lemmon     | Mount Lemmon Survey | Mitidika  | MPC                           |
| 450768     | 2007 RZ147 | 11 set 2007 | XuYi             | PMO NEO             | —         | MPC                           |
| 450769     | 2007 RS157 | 11 set 2007 | XuYi             | PMO NEO             | —         | MPC                           |
| 450770     | 2007 RJ159 | 12 set 2007 | Mount Lemmon     | Mount Lemmon Survey | —         | MPC                           |
| 450771     | 2007 RD171 | 10 set 2007 | Kitt Peak        | Spacewatch          | —         | MPC                           |
| 450772     | 2007 RN171 | 24 ago 2007 | Kitt Peak        | Spacewatch          | Mitidika  | MPC                           |
| 450773     | 2007 RJ178 | 10 set 2007 | Kitt Peak        | Spacewatch          | —         | MPC                           |
| 450774     | 2007 RG256 | 24 ago 2007 | Kitt Peak        | Spacewatch          | —         | MPC                           |
| 450775     | 2007 RK260 | 14 set 2007 | Mount Lemmon     | Mount Lemmon Survey | —         | MPC                           |
| 450776     | 2007 RR262 | 10 ago 2007 | Kitt Peak        | Spacewatch          | —         | MPC                           |
| 450777     | 2007 SA    | 3 set 2007  | Catalina         | CSS                 | —         | MPC                           |
| 450778     | 2007 SW5   | 19 set 2007 | Socorro          | LINEAR              | —         | MPC                           |
| 450779     | 2007 SE11  | 20 set 2007 | Siding Spring    | SSS                 | —         | MPC                           |
| 450780     | 2007 SU18  | 18 set 2007 | Mount Lemmon     | Mount Lemmon Survey | —         | MPC                           |
| 450781     | 2007 TV50  | 4 out 2007  | Kitt Peak        | Spacewatch          | —         | MPC                           |
| 450782     | 2007 TW72  | 12 out 2007 | Socorro          | LINEAR              | —         | MPC                           |
| 450783     | 2007 TA96  | 8 out 2007  | Mount Lemmon     | Mount Lemmon Survey | —         | MPC                           |
| 450784     | 2007 TL126 | 6 out 2007  | Kitt Peak        | Spacewatch          | —         | MPC                           |
| 450785     | 2007 TS158 | 9 out 2007  | Socorro          | LINEAR              | Juno      | MPC                           |
| 450786     | 2007 TL172 | 14 out 2007 | Socorro          | LINEAR              | —         | MPC                           |
| 450787     | 2007 TG196 | 7 out 2007  | Mount Lemmon     | Mount Lemmon Survey | —         | MPC                           |
| 450788     | 2007 TM213 | 7 out 2007  | Kitt Peak        | Spacewatch          | Phocaea   | MPC                           |
| 450789     | 2007 TF232 | 8 out 2007  | Kitt Peak        | Spacewatch          | Juno      | MPC                           |
| 450790     | 2007 TM235 | 9 out 2007  | Mount Lemmon     | Mount Lemmon Survey | Pallas    | MPC                           |
| 450791     | 2007 TM259 | 10 out 2007 | Mount Lemmon     | Mount Lemmon Survey | Juno      | MPC                           |
| 450792     | 2007 TV261 | 13 set 2007 | Mount Lemmon     | Mount Lemmon Survey | —         | MPC                           |
| 450793     | 2007 TQ271 | 9 out 2007  | Kitt Peak        | Spacewatch          | —         | MPC                           |
| 450794     | 2007 TU274 | 12 set 2007 | Mount Lemmon     | Mount Lemmon Survey | —         | MPC                           |
| 450795     | 2007 TE300 | 12 out 2007 | Kitt Peak        | Spacewatch          | Juno      | MPC                           |
| 450796     | 2007 TA301 | 12 out 2007 | Kitt Peak        | Spacewatch          | Juno      | MPC                           |
| 450797     | 2007 TJ318 | 12 out 2007 | Kitt Peak        | Spacewatch          | —         | MPC                           |
| 450798     | 2007 TM333 | 12 set 2007 | Mount Lemmon     | Mount Lemmon Survey | —         | MPC                           |
| 450799     | 2007 TO345 | 13 out 2007 | Mount Lemmon     | Mount Lemmon Survey | Mitidika  | MPC                           |
| 450800     | 2007 TB368 | 10 out 2007 | Mount Lemmon     | Mount Lemmon Survey | —         | MPC                           |

## 450801–450900
| Designação | Designação | Descoberta  | Descoberta     | Descobridor(es)     | Categoria | Mais informações / Referência |
| Permanente | Provisória | Data        | Local          | Descobridor(es)     | Categoria | Mais informações / Referência |
| ---------- | ---------- | ----------- | -------------- | ------------------- | --------- | ----------------------------- |
| 450801     | 2007 TP383 | 14 out 2007 | Kitt Peak      | Spacewatch          | —         | MPC                           |
| 450802     | 2007 TH428 | 10 out 2007 | Kitt Peak      | Spacewatch          | —         | MPC                           |
| 450803     | 2007 TE432 | 4 out 2007  | Kitt Peak      | Spacewatch          | Juno      | MPC                           |
| 450804     | 2007 TK442 | 4 out 2007  | Catalina       | CSS                 | —         | MPC                           |
| 450805     | 2007 TQ444 | 9 out 2007  | Catalina       | CSS                 | Juno      | MPC                           |
| 450806     | 2007 TP451 | 9 out 2007  | Catalina       | CSS                 | Juno      | MPC                           |
| 450807     | 2007 UC9   | 17 out 2007 | Anderson Mesa  | LONEOS              | —         | MPC                           |
| 450808     | 2007 UL39  | 20 out 2007 | Catalina       | CSS                 | —         | MPC                           |
| 450809     | 2007 UM88  | 16 out 2007 | Mount Lemmon   | Mount Lemmon Survey | —         | MPC                           |
| 450810     | 2007 UV91  | 30 out 2007 | Mount Lemmon   | Mount Lemmon Survey | —         | MPC                           |
| 450811     | 2007 UJ100 | 15 out 2007 | Mount Lemmon   | Mount Lemmon Survey | —         | MPC                           |
| 450812     | 2007 UK100 | 30 out 2007 | Kitt Peak      | Spacewatch          | —         | MPC                           |
| 450813     | 2007 UL100 | 30 out 2007 | Kitt Peak      | Spacewatch          | —         | MPC                           |
| 450814     | 2007 UC135 | 14 fev 2005 | Kitt Peak      | Spacewatch          | —         | MPC                           |
| 450815     | 2007 VG4   | 2 nov 2007  | Dauban         | Chante-Perdrix Obs. | Juno      | MPC                           |
| 450816     | 2007 VD13  | 1 nov 2007  | Mount Lemmon   | Mount Lemmon Survey | —         | MPC                           |
| 450817     | 2007 VK21  | 2 nov 2007  | Mount Lemmon   | Mount Lemmon Survey | —         | MPC                           |
| 450818     | 2007 VQ34  | 3 nov 2007  | Kitt Peak      | Spacewatch          | —         | MPC                           |
| 450819     | 2007 VF55  | 1 nov 2007  | Kitt Peak      | Spacewatch          | —         | MPC                           |
| 450820     | 2007 VV55  | 1 nov 2007  | Kitt Peak      | Spacewatch          | —         | MPC                           |
| 450821     | 2007 VD57  | 20 out 2007 | Mount Lemmon   | Mount Lemmon Survey | —         | MPC                           |
| 450822     | 2007 VH61  | 1 nov 2007  | Kitt Peak      | Spacewatch          | —         | MPC                           |
| 450823     | 2007 VN86  | 2 nov 2007  | Socorro        | LINEAR              | —         | MPC                           |
| 450824     | 2007 VK89  | 4 nov 2007  | Socorro        | LINEAR              | —         | MPC                           |
| 450825     | 2007 VC93  | 3 nov 2007  | Socorro        | LINEAR              | —         | MPC                           |
| 450826     | 2007 VA95  | 8 nov 2007  | Socorro        | LINEAR              | —         | MPC                           |
| 450827     | 2007 VZ113 | 3 nov 2007  | Kitt Peak      | Spacewatch          | —         | MPC                           |
| 450828     | 2007 VM120 | 18 out 2007 | Kitt Peak      | Spacewatch          | —         | MPC                           |
| 450829     | 2007 VF147 | 4 nov 2007  | Kitt Peak      | Spacewatch          | Phocaea   | MPC                           |
| 450830     | 2007 VZ164 | 5 nov 2007  | Kitt Peak      | Spacewatch          | —         | MPC                           |
| 450831     | 2007 VP166 | 5 nov 2007  | Kitt Peak      | Spacewatch          | —         | MPC                           |
| 450832     | 2007 VL169 | 5 nov 2007  | Kitt Peak      | Spacewatch          | —         | MPC                           |
| 450833     | 2007 VN191 | 4 nov 2007  | Mount Lemmon   | Mount Lemmon Survey | —         | MPC                           |
| 450834     | 2007 VT191 | 4 nov 2007  | Mount Lemmon   | Mount Lemmon Survey | —         | MPC                           |
| 450835     | 2007 VY197 | 8 nov 2007  | Mount Lemmon   | Mount Lemmon Survey | —         | MPC                           |
| 450836     | 2007 VZ197 | 8 nov 2007  | Mount Lemmon   | Mount Lemmon Survey | —         | MPC                           |
| 450837     | 2007 VE213 | 14 set 2007 | Mount Lemmon   | Mount Lemmon Survey | —         | MPC                           |
| 450838     | 2007 VH215 | 1 nov 2007  | Kitt Peak      | Spacewatch          | —         | MPC                           |
| 450839     | 2007 VB246 | 2 nov 2007  | Mount Lemmon   | Mount Lemmon Survey | Hilda     | MPC                           |
| 450840     | 2007 VL253 | 14 nov 2007 | Mount Lemmon   | Mount Lemmon Survey | —         | MPC                           |
| 450841     | 2007 VY264 | 13 nov 2007 | Kitt Peak      | Spacewatch          | Juno      | MPC                           |
| 450842     | 2007 VJ268 | 10 out 2007 | Mount Lemmon   | Mount Lemmon Survey | —         | MPC                           |
| 450843     | 2007 VY272 | 2 nov 2007  | Mount Lemmon   | Mount Lemmon Survey | —         | MPC                           |
| 450844     | 2007 VS273 | 12 nov 2007 | Mount Lemmon   | Mount Lemmon Survey | —         | MPC                           |
| 450845     | 2007 VX291 | 14 nov 2007 | Kitt Peak      | Spacewatch          | —         | MPC                           |
| 450846     | 2007 VT307 | 4 nov 2007  | Kitt Peak      | Spacewatch          | —         | MPC                           |
| 450847     | 2007 VF313 | 6 nov 2007  | Kitt Peak      | Spacewatch          | —         | MPC                           |
| 450848     | 2007 WV16  | 3 nov 2007  | Kitt Peak      | Spacewatch          | —         | MPC                           |
| 450849     | 2007 WE27  | 18 nov 2007 | Mount Lemmon   | Mount Lemmon Survey | —         | MPC                           |
| 450850     | 2007 WF39  | 19 nov 2007 | Mount Lemmon   | Mount Lemmon Survey | —         | MPC                           |
| 450851     | 2007 WT49  | 24 nov 2003 | Kitt Peak      | Spacewatch          | —         | MPC                           |
| 450852     | 2007 WU53  | 18 nov 2007 | Mount Lemmon   | Mount Lemmon Survey | —         | MPC                           |
| 450853     | 2007 WQ55  | 24 out 2007 | Mount Lemmon   | Mount Lemmon Survey | —         | MPC                           |
| 450854     | 2007 WJ63  | 20 nov 2007 | Mount Lemmon   | Mount Lemmon Survey | —         | MPC                           |
| 450855     | 2007 XF4   | 19 nov 2007 | Kitt Peak      | Spacewatch          | —         | MPC                           |
| 450856     | 2007 XB15  | 5 dez 2007  | Mount Lemmon   | Mount Lemmon Survey | —         | MPC                           |
| 450857     | 2007 XM16  | 6 dez 2007  | Mount Lemmon   | Mount Lemmon Survey | —         | MPC                           |
| 450858     | 2007 XU23  | 12 dez 2007 | Great Shefford | P. Birtwhistle      | —         | MPC                           |
| 450859     | 2007 XJ24  | 7 nov 2007  | Kitt Peak      | Spacewatch          | —         | MPC                           |
| 450860     | 2007 XB26  | 8 nov 2007  | Kitt Peak      | Spacewatch          | —         | MPC                           |
| 450861     | 2007 XU33  | 10 dez 2007 | Socorro        | LINEAR              | —         | MPC                           |
| 450862     | 2007 XU45  | 15 dez 2007 | Kitt Peak      | Spacewatch          | —         | MPC                           |
| 450863     | 2007 XG50  | 13 dez 2007 | Tiki           | N. Teamo            | —         | MPC                           |
| 450864     | 2007 XX57  | 5 dez 2007  | Kitt Peak      | Spacewatch          | —         | MPC                           |
| 450865     | 2007 XJ58  | 5 dez 2007  | Mount Lemmon   | Mount Lemmon Survey | —         | MPC                           |
| 450866     | 2007 YR18  | 3 dez 2007  | Kitt Peak      | Spacewatch          | —         | MPC                           |
| 450867     | 2007 YB19  | 16 dez 2007 | Kitt Peak      | Spacewatch          | —         | MPC                           |
| 450868     | 2007 YB27  | 18 dez 2007 | Mount Lemmon   | Mount Lemmon Survey | —         | MPC                           |
| 450869     | 2007 YS38  | 18 dez 2007 | Kitt Peak      | Spacewatch          | —         | MPC                           |
| 450870     | 2007 YE50  | 4 nov 2007  | Mount Lemmon   | Mount Lemmon Survey | —         | MPC                           |
| 450871     | 2007 YH57  | 28 dez 2007 | Kitt Peak      | Spacewatch          | —         | MPC                           |
| 450872     | 2007 YU62  | 30 dez 2007 | Kitt Peak      | Spacewatch          | —         | MPC                           |
| 450873     | 2007 YJ69  | 28 dez 2007 | Kitt Peak      | Spacewatch          | —         | MPC                           |
| 450874     | 2007 YD74  | 31 dez 2007 | Catalina       | CSS                 | —         | MPC                           |
| 450875     | 2008 AL9   | 10 jan 2008 | Mount Lemmon   | Mount Lemmon Survey | —         | MPC                           |
| 450876     | 2008 AA18  | 30 dez 2007 | Mount Lemmon   | Mount Lemmon Survey | —         | MPC                           |
| 450877     | 2008 AR21  | 10 jan 2008 | Mount Lemmon   | Mount Lemmon Survey | —         | MPC                           |
| 450878     | 2008 AF23  | 10 jan 2008 | Mount Lemmon   | Mount Lemmon Survey | —         | MPC                           |
| 450879     | 2008 AY34  | 31 dez 2007 | Mount Lemmon   | Mount Lemmon Survey | —         | MPC                           |
| 450880     | 2008 AX40  | 10 jan 2008 | Mount Lemmon   | Mount Lemmon Survey | —         | MPC                           |
| 450881     | 2008 AA52  | 18 nov 2007 | Mount Lemmon   | Mount Lemmon Survey | Phocaea   | MPC                           |
| 450882     | 2008 AL55  | 30 dez 2007 | Kitt Peak      | Spacewatch          | —         | MPC                           |
| 450883     | 2008 AD57  | 30 dez 2007 | Kitt Peak      | Spacewatch          | —         | MPC                           |
| 450884     | 2008 AU72  | 15 jan 2008 | Socorro        | LINEAR              | —         | MPC                           |
| 450885     | 2008 AW81  | 13 jan 2008 | Mount Lemmon   | Mount Lemmon Survey | —         | MPC                           |
| 450886     | 2008 AH92  | 14 jan 2008 | Kitt Peak      | Spacewatch          | —         | MPC                           |
| 450887     | 2008 AH93  | 1 jan 2008  | Kitt Peak      | Spacewatch          | —         | MPC                           |
| 450888     | 2008 AM94  | 14 jan 2008 | Kitt Peak      | Spacewatch          | —         | MPC                           |
| 450889     | 2008 AM96  | 14 jan 2008 | Kitt Peak      | Spacewatch          | —         | MPC                           |
| 450890     | 2008 AX104 | 15 jan 2008 | Kitt Peak      | Spacewatch          | Meliboea  | MPC                           |
| 450891     | 2008 AU106 | 15 jan 2008 | Kitt Peak      | Spacewatch          | —         | MPC                           |
| 450892     | 2008 BT10  | 18 jan 2008 | Kitt Peak      | Spacewatch          | —         | MPC                           |
| 450893     | 2008 BR17  | 30 dez 2007 | Kitt Peak      | Spacewatch          | —         | MPC                           |
| 450894     | 2008 BT18  | 31 jan 2008 | Socorro        | LINEAR              | —         | MPC                           |
| 450895     | 2008 BL21  | 30 jan 2008 | Mount Lemmon   | Mount Lemmon Survey | —         | MPC                           |
| 450896     | 2008 BE24  | 1 jan 2008  | Kitt Peak      | Spacewatch          | —         | MPC                           |
| 450897     | 2008 BO32  | 30 jan 2008 | Mount Lemmon   | Mount Lemmon Survey | —         | MPC                           |
| 450898     | 2008 BP43  | 18 jan 2008 | Catalina       | CSS                 | —         | MPC                           |
| 450899     | 2008 BE52  | 19 jan 2008 | Mount Lemmon   | Mount Lemmon Survey | —         | MPC                           |
| 450900     | 2008 CX13  | 3 fev 2008  | Kitt Peak      | Spacewatch          | —         | MPC                           |

## 450901–451000
| Designação       | Designação | Descoberta  | Descoberta       | Descobridor(es)     | Categoria | Mais informações / Referência |
| Permanente       | Provisória | Data        | Local            | Descobridor(es)     | Categoria | Mais informações / Referência |
| ---------------- | ---------- | ----------- | ---------------- | ------------------- | --------- | ----------------------------- |
| 450901           | 2008 CD21  | 3 fev 2008  | Catalina         | CSS                 | —         | MPC                           |
| 450902           | 2008 CB60  | 7 fev 2008  | Kitt Peak        | Spacewatch          | —         | MPC                           |
| 450903           | 2008 CL77  | 6 fev 2008  | Catalina         | CSS                 | —         | MPC                           |
| 450904           | 2008 CT108 | 15 set 2007 | Mount Lemmon     | Mount Lemmon Survey | —         | MPC                           |
| 450905           | 2008 CK118 | 3 fev 2008  | Catalina         | CSS                 | —         | MPC                           |
| 450906           | 2008 CL122 | 7 fev 2008  | Mount Lemmon     | Mount Lemmon Survey | —         | MPC                           |
| 450907           | 2008 CV128 | 8 fev 2008  | Kitt Peak        | Spacewatch          | —         | MPC                           |
| 450908           | 2008 CX144 | 9 fev 2008  | Kitt Peak        | Spacewatch          | —         | MPC                           |
| 450909           | 2008 CX160 | 9 fev 2008  | Kitt Peak        | Spacewatch          | —         | MPC                           |
| 450910           | 2008 CB176 | 25 set 2007 | Mount Lemmon     | Mount Lemmon Survey | —         | MPC                           |
| 450911           | 2008 CF180 | 1 jan 2008  | Catalina         | CSS                 | —         | MPC                           |
| 450912           | 2008 CO206 | 9 fev 2008  | Kitt Peak        | Spacewatch          | —         | MPC                           |
| 450913           | 2008 CC207 | 12 fev 2008 | Kitt Peak        | Spacewatch          | —         | MPC                           |
| 450914           | 2008 CU214 | 12 fev 2008 | Kitt Peak        | Spacewatch          | —         | MPC                           |
| 450915           | 2008 DD3   | 10 jan 2008 | Kitt Peak        | Spacewatch          | —         | MPC                           |
| 450916           | 2008 DD7   | 2 fev 2008  | Kitt Peak        | Spacewatch          | —         | MPC                           |
| 450917           | 2008 DH34  | 10 fev 2008 | Mount Lemmon     | Mount Lemmon Survey | —         | MPC                           |
| 450918           | 2008 DZ40  | 30 dez 2007 | Mount Lemmon     | Mount Lemmon Survey | —         | MPC                           |
| 450919           | 2008 DN48  | 31 dez 2007 | Mount Lemmon     | Mount Lemmon Survey | —         | MPC                           |
| 450920           | 2008 DB51  | 19 dez 2007 | Mount Lemmon     | Mount Lemmon Survey | —         | MPC                           |
| 450921           | 2008 DH89  | 28 fev 2008 | Kitt Peak        | Spacewatch          | —         | MPC                           |
| 450922           | 2008 ED1   | 2 mar 2008  | Vail-Jarnac      | Jarnac Obs.         | —         | MPC                           |
| 450923           | 2008 EK5   | 13 fev 2008 | Catalina         | CSS                 | —         | MPC                           |
| 450924           | 2008 EN8   | 28 fev 2008 | Catalina         | CSS                 | —         | MPC                           |
| 450925           | 2008 EB33  | 12 jan 2008 | Catalina         | CSS                 | —         | MPC                           |
| 450926           | 2008 ER46  | 5 mar 2008  | Mount Lemmon     | Mount Lemmon Survey | —         | MPC                           |
| 450927           | 2008 EB47  | 5 mar 2008  | Mount Lemmon     | Mount Lemmon Survey | —         | MPC                           |
| 450928           | 2008 EY76  | 7 mar 2008  | Kitt Peak        | Spacewatch          | Eos       | MPC                           |
| 450929           | 2008 EE99  | 14 fev 2008 | Catalina         | CSS                 | —         | MPC                           |
| 450930           | 2008 EW148 | 2 mar 2008  | Kitt Peak        | Spacewatch          | —         | MPC                           |
| 450931 Coculescu | 2008 EX154 | 11 mar 2008 | La Silla         | EURONEAR            | —         | MPC                           |
| 450932           | 2008 EG165 | 2 mar 2008  | Kitt Peak        | Spacewatch          | —         | MPC                           |
| 450933           | 2008 FY14  | 26 mar 2008 | Kitt Peak        | Spacewatch          | —         | MPC                           |
| 450934           | 2008 FS15  | 19 jan 2008 | Mount Lemmon     | Mount Lemmon Survey | —         | MPC                           |
| 450935           | 2008 FX21  | 27 mar 2008 | Kitt Peak        | Spacewatch          | —         | MPC                           |
| 450936           | 2008 FN23  | 27 mar 2008 | Kitt Peak        | Spacewatch          | —         | MPC                           |
| 450937           | 2008 FJ46  | 28 mar 2008 | Mount Lemmon     | Mount Lemmon Survey | —         | MPC                           |
| 450938           | 2008 FE78  | 13 fev 2008 | Mount Lemmon     | Mount Lemmon Survey | —         | MPC                           |
| 450939           | 2008 FQ79  | 27 mar 2008 | Mount Lemmon     | Mount Lemmon Survey | —         | MPC                           |
| 450940           | 2008 FU87  | 28 mar 2008 | Mount Lemmon     | Mount Lemmon Survey | —         | MPC                           |
| 450941           | 2008 FD97  | 29 mar 2008 | Mount Lemmon     | Mount Lemmon Survey | —         | MPC                           |
| 450942           | 2008 FH109 | 31 mar 2008 | Mount Lemmon     | Mount Lemmon Survey | —         | MPC                           |
| 450943           | 2008 FC126 | 31 mar 2008 | Mount Lemmon     | Mount Lemmon Survey | —         | MPC                           |
| 450944           | 2008 FR127 | 5 mar 2008  | Mount Lemmon     | Mount Lemmon Survey | Brangane  | MPC                           |
| 450945           | 2008 FM132 | 28 mar 2008 | Kitt Peak        | Spacewatch          | —         | MPC                           |
| 450946           | 2008 FL135 | 31 mar 2008 | Mount Lemmon     | Mount Lemmon Survey | —         | MPC                           |
| 450947           | 2008 GS114 | 3 abr 2008  | Kitt Peak        | Spacewatch          | —         | MPC                           |
| 450948           | 2008 GD127 | 14 abr 2008 | Mount Lemmon     | Mount Lemmon Survey | —         | MPC                           |
| 450949           | 2008 GG138 | 15 abr 2008 | Mount Lemmon     | Mount Lemmon Survey | —         | MPC                           |
| 450950           | 2008 GW141 | 7 abr 2008  | Kitt Peak        | Spacewatch          | —         | MPC                           |
| 450951           | 2008 HL8   | 3 abr 2008  | Mount Lemmon     | Mount Lemmon Survey | —         | MPC                           |
| 450952           | 2008 HF19  | 26 abr 2008 | Mount Lemmon     | Mount Lemmon Survey | —         | MPC                           |
| 450953           | 2008 HC58  | 4 abr 2008  | Catalina         | CSS                 | —         | MPC                           |
| 450954           | 2008 HC65  | 14 abr 2008 | Kitt Peak        | Spacewatch          | —         | MPC                           |
| 450955           | 2008 JX22  | 6 abr 2008  | Mount Lemmon     | Mount Lemmon Survey | Brangane  | MPC                           |
| 450956           | 2008 JS28  | 8 mai 2008  | Kitt Peak        | Spacewatch          | —         | MPC                           |
| 450957           | 2008 JT33  | 11 mai 2008 | Kitt Peak        | Spacewatch          | —         | MPC                           |
| 450958           | 2008 JE40  | 4 abr 2008  | Kitt Peak        | Spacewatch          | —         | MPC                           |
| 450959           | 2008 KF1   | 26 mai 2008 | Kitt Peak        | Spacewatch          | —         | MPC                           |
| 450960           | 2008 KB2   | 3 mai 2008  | Mount Lemmon     | Mount Lemmon Survey | —         | MPC                           |
| 450961           | 2008 KD4   | 13 mai 2008 | Mount Lemmon     | Mount Lemmon Survey | —         | MPC                           |
| 450962           | 2008 KD24  | 28 mai 2008 | Kitt Peak        | Spacewatch          | —         | MPC                           |
| 450963           | 2008 KN34  | 31 mai 2008 | Mount Lemmon     | Mount Lemmon Survey | —         | MPC                           |
| 450964           | 2008 KG39  | 30 mai 2008 | Kitt Peak        | Spacewatch          | —         | MPC                           |
| 450965           | 2008 NW3   | 13 jul 2008 | Eskridge         | G. Hug              | —         | MPC                           |
| 450966           | 2008 PK8   | 26 jul 2008 | Siding Spring    | SSS                 | —         | MPC                           |
| 450967           | 2008 PW8   | 6 ago 2008  | La Sagra         | Mallorca Obs.       | —         | MPC                           |
| 450968           | 2008 QA32  | 30 ago 2008 | Socorro          | LINEAR              | —         | MPC                           |
| 450969           | 2008 QS38  | 24 ago 2008 | Kitt Peak        | Spacewatch          | —         | MPC                           |
| 450970           | 2008 QX45  | 26 ago 2008 | Socorro          | LINEAR              | —         | MPC                           |
| 450971           | 2008 RD43  | 2 set 2008  | Kitt Peak        | Spacewatch          | —         | MPC                           |
| 450972           | 2008 RJ72  | 6 set 2008  | Mount Lemmon     | Mount Lemmon Survey | —         | MPC                           |
| 450973           | 2008 RP75  | 6 set 2008  | Mount Lemmon     | Mount Lemmon Survey | —         | MPC                           |
| 450974           | 2008 RM144 | 3 set 2008  | Kitt Peak        | Spacewatch          | —         | MPC                           |
| 450975           | 2008 RM146 | 7 set 2008  | Mount Lemmon     | Mount Lemmon Survey | —         | MPC                           |
| 450976           | 2008 SN4   | 22 set 2008 | Socorro          | LINEAR              | —         | MPC                           |
| 450977           | 2008 SM7   | 23 set 2008 | Goodricke-Pigott | R. A. Tucker        | —         | MPC                           |
| 450978           | 2008 SB9   | 22 set 2008 | Socorro          | LINEAR              | —         | MPC                           |
| 450979           | 2008 SO28  | 19 set 2008 | Kitt Peak        | Spacewatch          | —         | MPC                           |
| 450980           | 2008 SL30  | 25 fev 2007 | Mount Lemmon     | Mount Lemmon Survey | —         | MPC                           |
| 450981           | 2008 SM84  | 27 set 2008 | Taunus           | S. Karge, E. Schwab | —         | MPC                           |
| 450982           | 2008 SX94  | 21 set 2008 | Kitt Peak        | Spacewatch          | —         | MPC                           |
| 450983           | 2008 SV122 | 22 set 2008 | Mount Lemmon     | Mount Lemmon Survey | —         | MPC                           |
| 450984           | 2008 SL193 | 25 set 2008 | Kitt Peak        | Spacewatch          | —         | MPC                           |
| 450985           | 2008 SN223 | 25 nov 2005 | Mount Lemmon     | Mount Lemmon Survey | —         | MPC                           |
| 450986           | 2008 SB285 | 27 set 2008 | Mount Lemmon     | Mount Lemmon Survey | —         | MPC                           |
| 450987           | 2008 SA293 | 20 set 2008 | Catalina         | CSS                 | —         | MPC                           |
| 450988           | 2008 SO303 | 24 set 2008 | Kitt Peak        | Spacewatch          | —         | MPC                           |
| 450989           | 2008 SD309 | 21 set 2008 | Kitt Peak        | Spacewatch          | —         | MPC                           |
| 450990           | 2008 SO309 | 29 set 2008 | Mount Lemmon     | Mount Lemmon Survey | —         | MPC                           |
| 450991           | 2008 TG2   | 3 out 2008  | Tiki             | N. Teamo            | —         | MPC                           |
| 450992           | 2008 TJ21  | 1 out 2008  | Mount Lemmon     | Mount Lemmon Survey | —         | MPC                           |
| 450993           | 2008 TK48  | 2 out 2008  | Kitt Peak        | Spacewatch          | —         | MPC                           |
| 450994           | 2008 TL49  | 2 out 2008  | Kitt Peak        | Spacewatch          | —         | MPC                           |
| 450995           | 2008 TW55  | 20 set 2008 | Kitt Peak        | Spacewatch          | —         | MPC                           |
| 450996           | 2008 TZ57  | 24 set 2008 | Kitt Peak        | Spacewatch          | —         | MPC                           |
| 450997           | 2008 TZ89  | 3 out 2008  | Kitt Peak        | Spacewatch          | —         | MPC                           |
| 450998           | 2008 TV91  | 4 out 2008  | La Sagra         | Mallorca Obs.       | —         | MPC                           |
| 450999           | 2008 TL106 | 6 out 2008  | Kitt Peak        | Spacewatch          | —         | MPC                           |
| 451000           | 2008 TW114 | 26 dez 2005 | Mount Lemmon     | Mount Lemmon Survey | —         | MPC                           |